# Cocotier du Chili
Jubaea chilensis · Palmier du Chili
Pour les articles homonymes, voir Cocotier (homonymie).
Genre
Espèce
Classification APG III (2009)
Statut de conservation UICN

 VU A1cd : Vulnérable
Synonymes
- Cocos chilensis Molina
- Jubaea spectabilis Kunth
- Micrococos chilensis (Molina) Phil.
- Molinaea micrococos Bertero
- Palma chilensis Molina

Répartition géographique

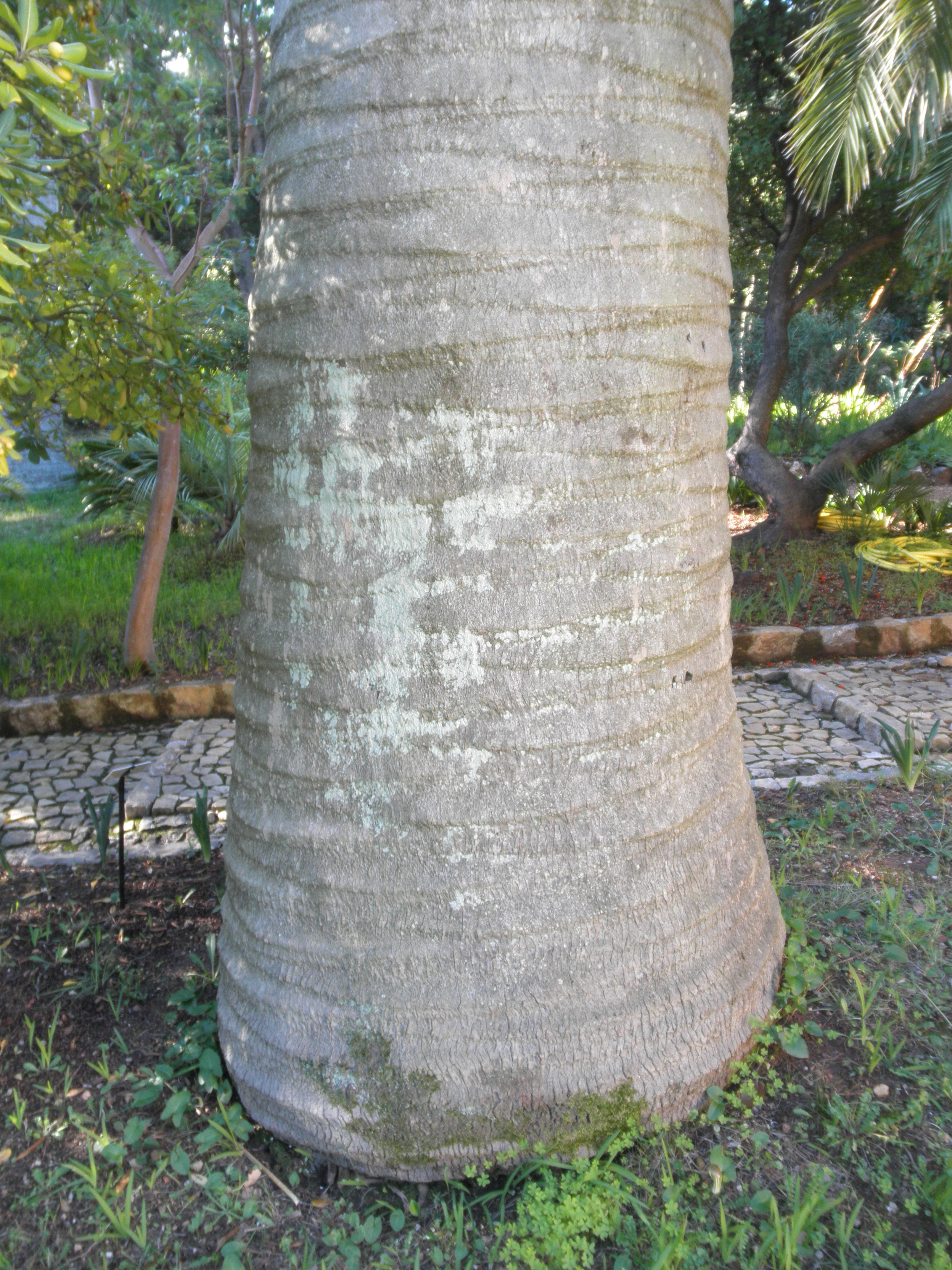
Jubaea chilensis au Plantier de Costebelle :
détail de la base du stipe.

Le cocotier du Chili, palmier du Chili ou jubéa, Jubaea chilensis, est une espèce de plantes monocotylédones de la famille des palmiers (Arecaceae).  C'est la seule espèce actuellement acceptée au sein du genre Jubaea. Jubaea chilensis est un palmier à feuilles pennées proche d’une lignée de genres distribués exclusivement dans l’hémisphère sud. L’origine de ce groupe se situe en Afrique (Jubaeopsis) pour se poursuivre à l’est vers Madagascar (Voanioala), la Mélanésie (Cocos), le Chili (Jubaea), la Bolivie (Parajubaea), et enfin pour s'achever au Sud du Brésil (Syagrus, Butia, Lytocaryum, Allagoptera, Polyandrococos). Son nom lui est donné en l’honneur du roi savant Juba II (50 av. J.-C. à 24 apr. J.-C.), qui règne sur la Maurétanie et qui s’intéresse à la botanique,. L’épithète spécifique, chilensis, se réfère au nom du pays d'origine de l’espèce, le Chili.
Avec son stipe (ou faux-tronc) qui atteint parfois cinq mètres de circonférence au sol, il est le plus imposant des palmiers. C’est une plante à la croissance assez lente à l’âge juvénile puis qui s'accélère à partir de la quinzième année environ et qui ne fleurit pas avant l’âge de 60 ans. C’est le plus résistant au froid de tous les palmiers à feuilles pennées. Dans de bonnes conditions, il peut supporter des températures allant jusqu’à −15 °C.
Le cocotier du Chili est classé comme espèce menacée vulnérable (VU A1cd) sur la liste rouge de l'UICN, classement en raison de son exploitation intensive dans son pays d’origine pour l’extraction de son fameux miel. L’exploitation de l’amande de son fruit et de sa sève élaborée est aujourd’hui réglementée. Actuellement, seulement 120 000 spécimens sont recensés dans leur aire de distribution naturelle, la région centrale sub-humide du Chili qui bénéficie d’un climat méditerranéen.
Le cocotier du Chili est introduit en France au milieu du XIXe siècle par Charles Naudin, lorsque les premiers amateurs tentent d’acclimater des plantes exotiques dans leurs jardins. Ce palmier est également cultivé à la même époque et pour la première fois, au Royaume-Uni, en Italie, dans la péninsule Ibérique ou même en Californie et en Australie.
De nombreux artistes chiliens, peintres, poètes, chroniqueurs ou cartographes représentent ou évoquent avec admiration le palmier à miel dans leurs œuvres.

## Caractéristiques botaniques

### Stipe et palmes
Le cocotier du Chili pousse sur des sols pauvres et secs, sa croissance est très lente les premières années mais commence à s'accélérer à partir de la 15e année. Avec l'âge, son stipe peut atteindre 25 mètres de hauteur, pour 1 à 2 mètres de diamètre et 5 mètres de circonférence. Ce stipe lisse est gris, plus large à la base que sous la couronne, souvent marqué de larges cicatrices laissées par la base des pétioles. Le Jubaea chilensis est l'un des palmiers dont le stipe est le plus gros en proportion de la hauteur. Avec l'âge, le faux-tronc se rétrécit dans sa partie supérieure, prenant parfois la forme d'une bouteille.
La couronne comprend 40 à 50 feuilles pennées de 3 à 5 mètres de longueur, rigides, coriaces et inermes, d'un vert plus au moins foncé. Cette couronne de feuilles est dressée au centre et recourbée pour les feuilles externes. Le feuillage est persistant. Les feuilles sont pennées à base engainante. Chacune d'elles compte 110 à 120 folioles. Les folioles sont linéaires-lancéolés, vertes en dessus et glauques en dessous ; elles ont une architecture rédupliquée (le contraire des Phoenix). Elles sont fixées de manière alterne sur le rachis par un bourrelet peu saillant d'un vert jaunâtre, à nervure médiane d'un vert pâle, très saillante en dessus, formant en dessous un léger sillon longitudinal entièrement recouvert par un tomentum épais persistant, rouge brun. Les pétioles sont courts, fibreux et se détachent facilement du stipe quand la feuille est morte. Ce palmier perd ses palmes naturellement lorsque celles-ci ont séché.

L'évolution du stipe du Jubaea chilensis en fonction de l'âge et du climat
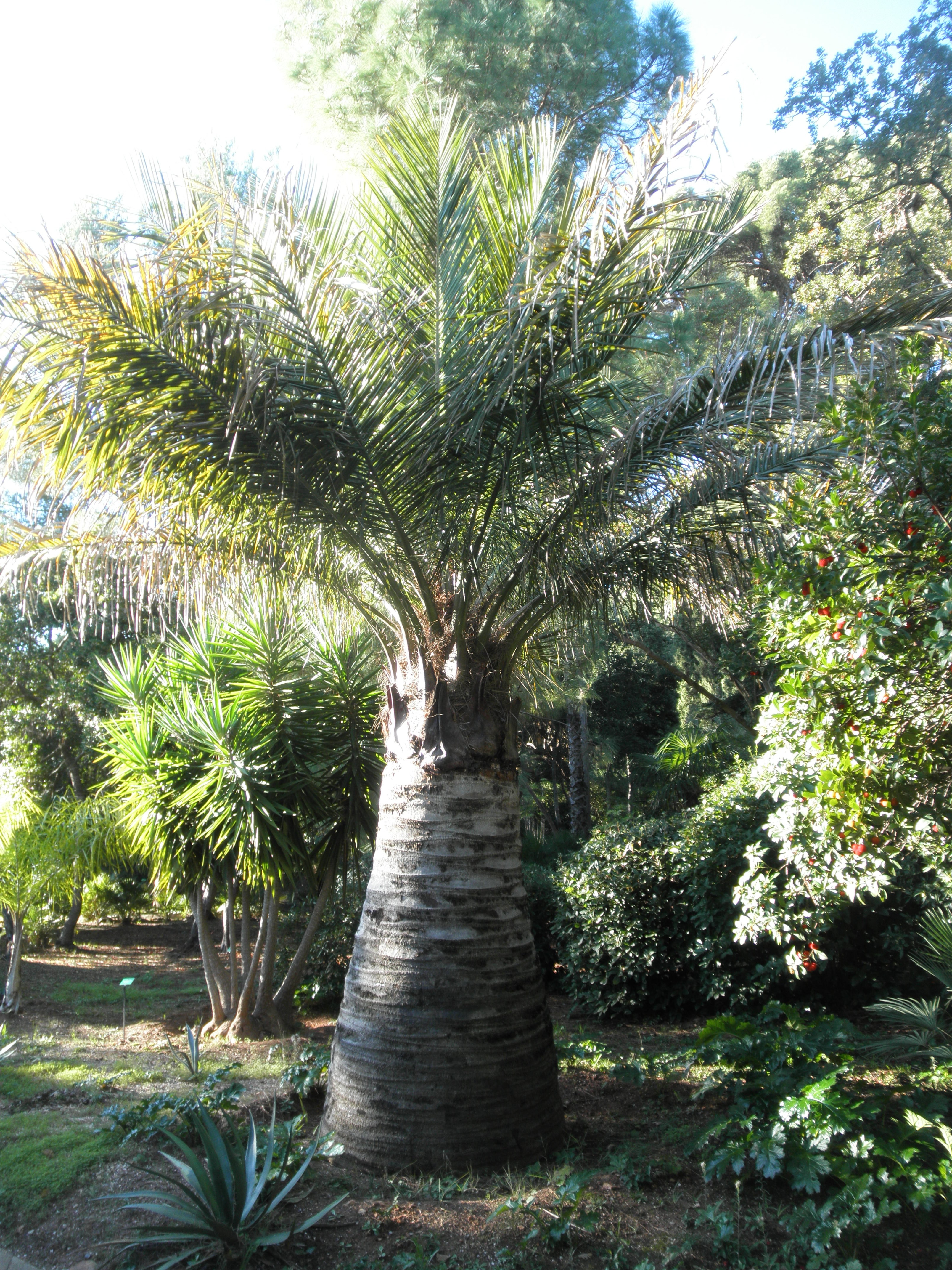
Le stipe d'un Jubaea de 50 ans ne pousse en hauteur qu'après avoir atteint son diamètre définitif.
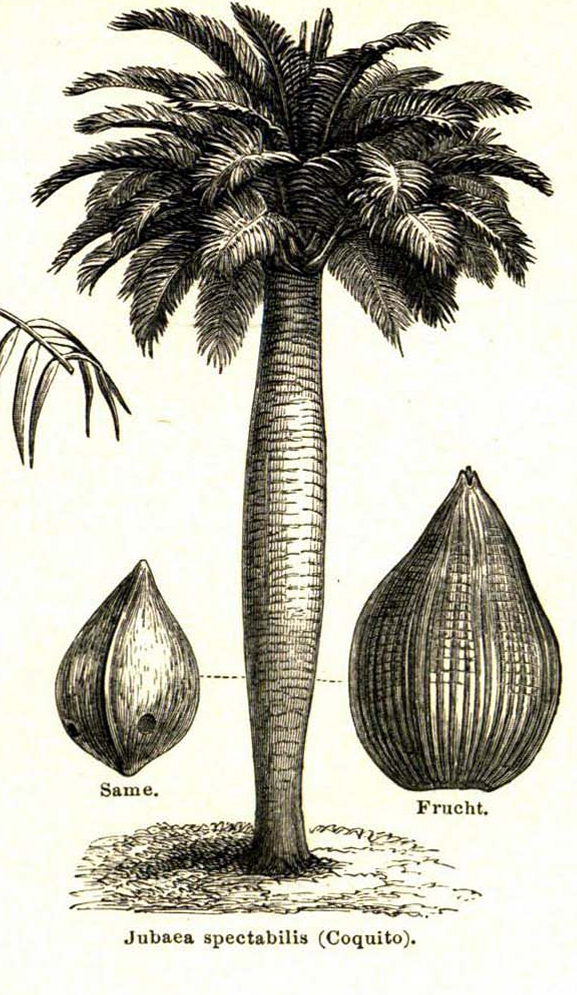
Gravure allemande de 1888, le diamètre du stipe peut varier en fonction des conditions climatiques.
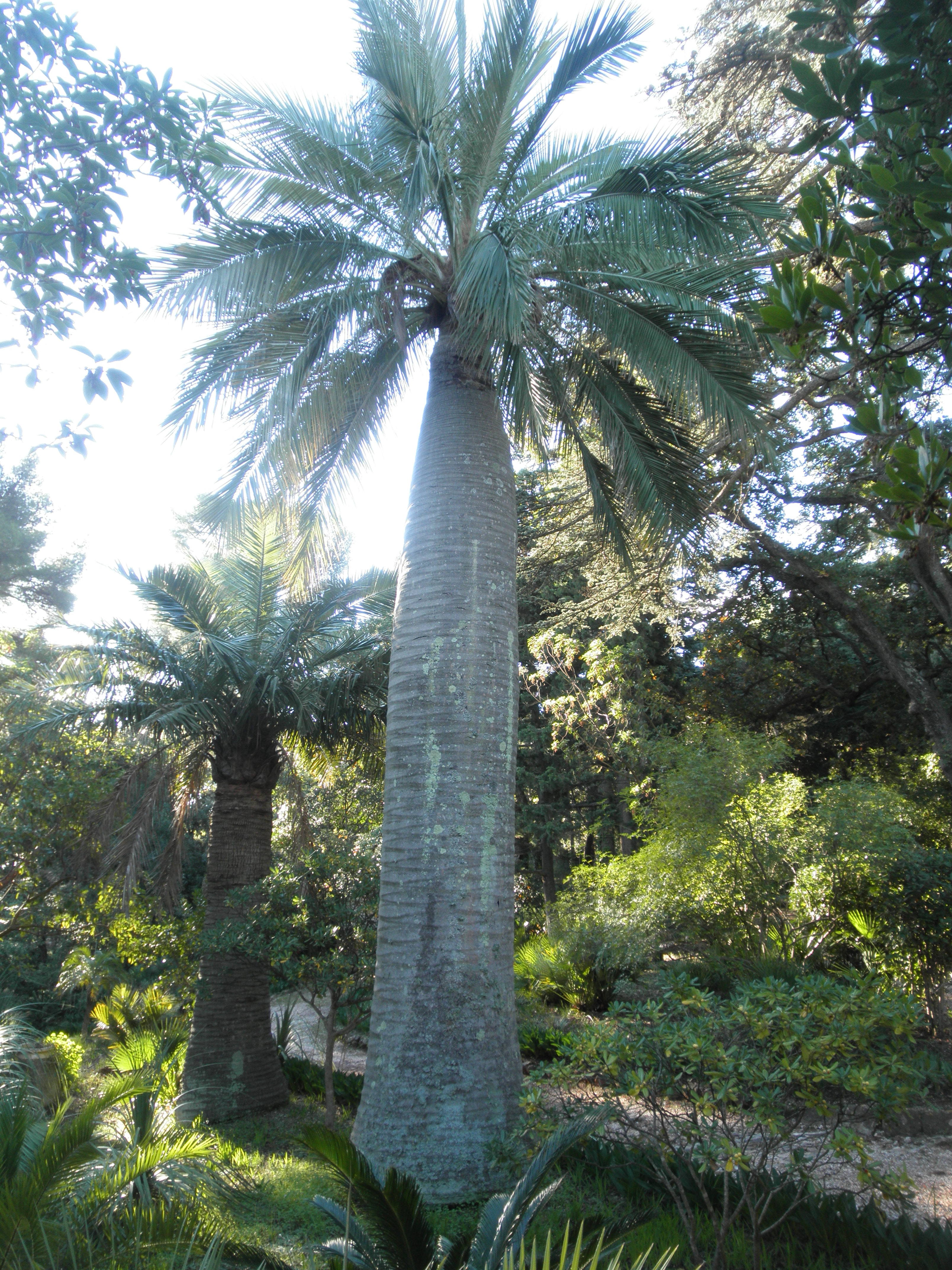
Le stipe, avec l'âge, se rétrécit sous la couronne, donnant au palmier une forme de bouteille (Le Plantier de Costebelle).
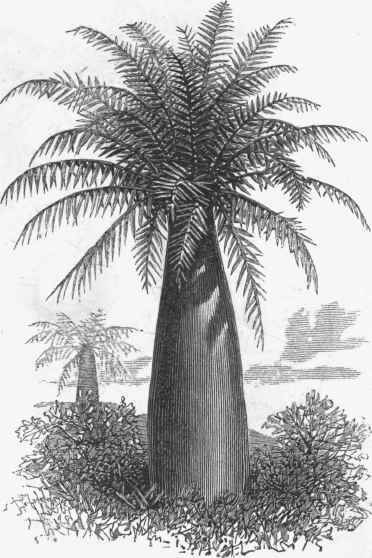
Stipe de Jubaea, 1873, The American Cyclopaedia, George Ripley et Charles Dana, éditions Appleton.

### Fleur et fruit
Jubaea chilensis est un palmier monoïque. La floraison commence seulement à partir de l'âge de quarante à soixante ans. De larges inflorescences apparaissent entre les feuilles en novembre au Chili. Les spathes naviculaires et fusiformes dépassent de 1,50 m de longueur et sont recouvertes d’un tomentum marron. L’inflorescence porte de nombreuses fleurs jaune-orangé. L'inflorescence est un spadice ramifié de fleurs unisexuées, qui émerge à l'aisselle des feuilles inférieures ; elle est de couleur pourprée. Les fleurs mâles sont portées sur un pédoncule subtrigone avec calice tripartite. Les fleurs femelles, déprimées et globuleuses, sont protégées par un calice triphylle.

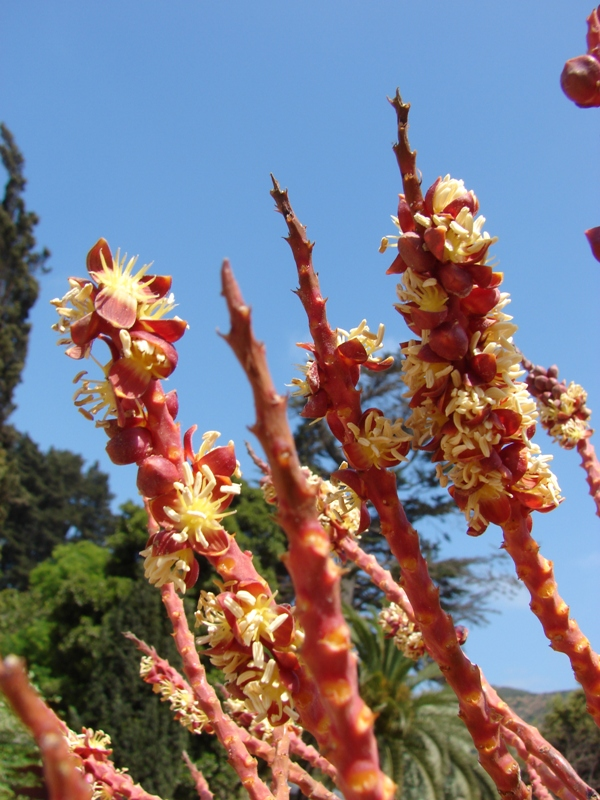
Partie externe de l'inflorescence portant les fleurs mâles.

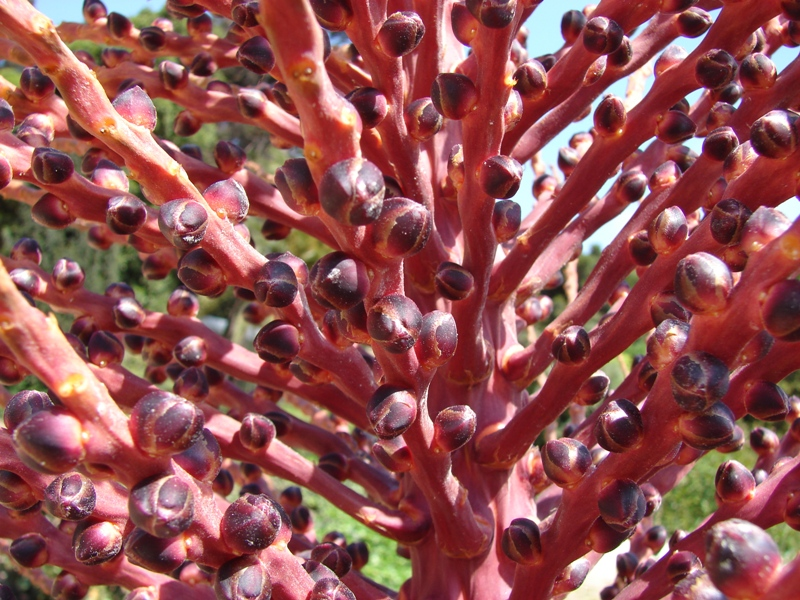
Partie interne de l'inflorescence portant les fleurs femelles.

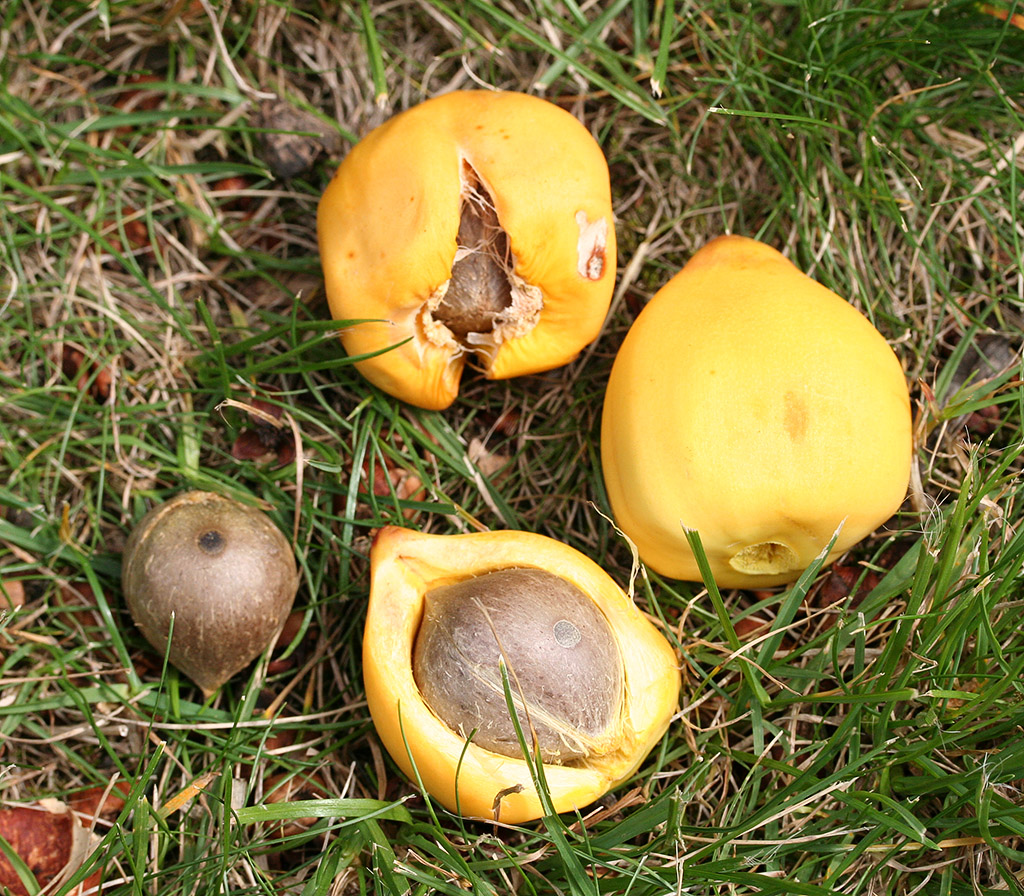
Fruits et noix du cocotier du Chili.

À la Villa Thuret (devenue une station botanique de l'INRA), au cap d'Antibes, dans les Alpes Maritimes, le premier sujet est planté en 1858, 4 ans après le semis. La floraison, suivie d'une fructification, a lieu en 1894 (une première en France). Le palmier a donc 40 ans. À Lattes, près de Montpellier, douze exemplaires sont plantés, 5 ans après le semis, en 1864, au sein de la pépinière Teule, Gay et Sahut. La première floraison est constatée sur l'un des palmiers en 1904. Il a donc 45 ans. La totalité des sujets fructifie à partir de 1910. Les palmiers ont alors 51 ans.
Les fruits sont des drupes ovoïdes, monospermiques. Ils sont semblables à des petites noix de coco de 3 cm de diamètre. Ils ont une pulpe orange ou jaune vif et fibreuse qui entoure une graine, contenant une chair blanche et comestible dont le goût rappelle celui de l'albumen de la noix de coco ordinaire. Les endocarpes sont parcourus de la base au sommet par 3 sillons plus ou moins saillants, alternant avec les trois pores ronds ou ovales, situés à des hauteurs différentes, depuis la base jusqu'au milieu. Ces trois opercules contiennent trois germes. La maturation de l'infrutescence du cocotier dure de février à mai dans l'hémisphère sud. Cette infrutescence arrive également à maturation dans le sud de la France. La noix est appelée au Chili coquito.
Le coquito est une graine oléagineuse. L'analyse de l'huile de coquito montre qu'elle est composée à 67,3 % de matières grasses (essentiellement des acides gras saturés comme l'acide caprique, l'acide caprylique, l'acide laurique et l'acide myristique et des triglycérides à chaîne moyenne), entre 7 et 11 % de protéines, glucides et fibre.

### Multiplication

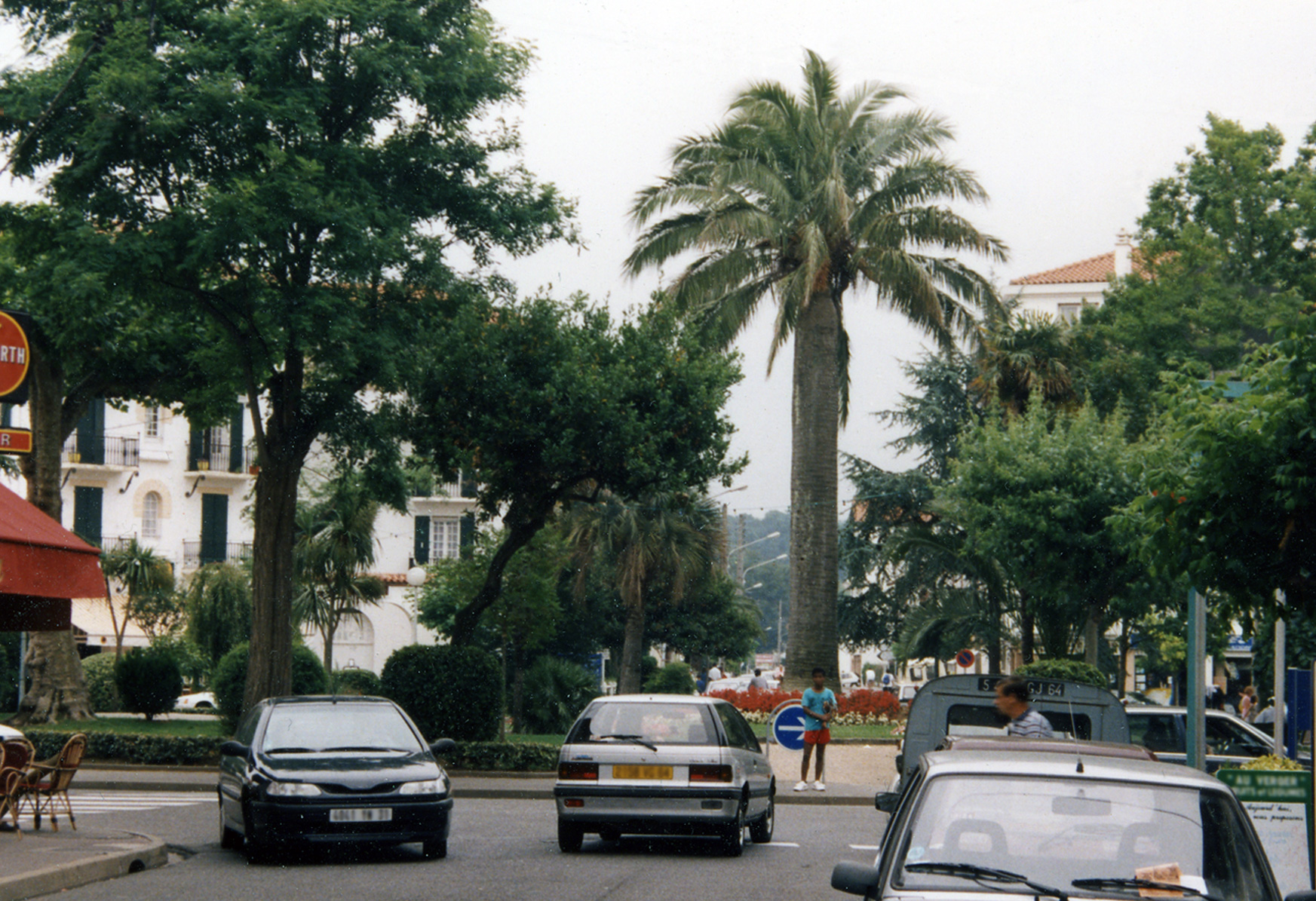
Un exemplaire centenaire à Hendaye.

#### Reproduction
La multiplication se fait exclusivement par semis. La germination de la graine du cocotier du Chili est longue (deux mois à un an) et problématique. Le taux de germination est supérieur à 50 %. Pour obtenir des résultats satisfaisants, « il faut semer des graines très fraîches, les faire hiverner (5 °C à 10 °C) quelques semaines en terre humide, puis les placer dans des conditions chaudes (27 °C) et humides. La croissance des plantules est délicate, car ces dernières sont sensibles à une maladie (sorte de fonte) dont les origines sont inconnues ». Il faut toutefois trois à huit mois pour obtenir la première feuille, simple et assez longue. La croissance est ensuite très lente les premières années, comme pour tous les palmiers.

#### Hybrides et cultivars
Bien qu'aucun hybride naturel de Jubaea chilensis ne soit signalé, l'espèce est connue pour ses diverses hybridations en culture ainsi qu'en témoignent quelques cultivars.
L'hybridation s'obtient en retirant les anthères des fleurs du parent femelle puis en déposant sur leur pistil du pollen mûr prélevé sur le parent mâle (). Dans l'appellation du palmier hybride, le nom du parent femelle () est toujours indiqué en priorité ; ainsi Jubaea × Butia est un hybride dont le jubaea est le parent femelle, produisant les graines et le butia est le parent duquel provient le pollen.
Jubaea chilensis × Butia capitata (nommé ×Jubutia) est un excellent palmier au stipe massif, faisant presque la taille d'un Jubaea mais dont la croissance est plus rapide. Les feuilles sont plus bleues que celles du Jubaea et plus distinctement ancrées que celles d'un Butia. Il est très résistant au froid et c'est un supplément intéressant à la gamme limitée de palmiers disponibles pour les jardins tempérés.
Il existe deux autres hybrides de Jubaea plus rares. Le premier est le croisement d'un Jubaea chilensis (parent femelle ) avec un Syagrus romanzzofiana (parent mâle ) ; cet hybride difficile à obtenir est nommé ×Jubeagrus (syn. Jubaea chilensis × Syagrus romanzzofiana) et il est doté d'une bonne rusticité. Le second est le résultat d'un croisement entre un ×Jubutia (parent femelle ) avec un Syagrus romanzzofiana (parent mâle ) ; cet hybride, également difficile à obtenir, est nommé ×Jubutyagrus (syn. (Jubaea chilensis × Butia capitata) × Syagrus romanzzofiana) et il est aussi doté d'une bonne rusticité.
Cette espèce peut enfin s'hybrider avec Butia odorata (Barb.Rodr.) Noblick. L'espèce hybride obtenue est nommée ×Jubautia splendens Hodel.
| Noms                                 | Parents                                                     | Description                                                                                       |
| ------------------------------------ | ----------------------------------------------------------- | ------------------------------------------------------------------------------------------------- |
| ×Jubutia, hybride intergénérique     | Jubaea chilensis × Butia capitata                           | Apparence d'un Jubaea chilensis, croissance plus rapide. Palmes légèrement bleutées.              |
| ×Jubeagrus, hybride intergénérique   | Jubaea chilensis × Syagrus romanzzofiana                    | Hybride rare. Apparence d'un Jubaea chilensis, croissance plus lente que celle d'un ×Jubutyagrus. |
| ×Jubutyagrus, hybride intergénérique | (Jubaea chilensis × Butia capitata) × Syagrus romanzzofiana | Croissance rapide. Doté d'une bonne rusticité.                                                    |

## Taxinomie

### Première description scientifique, Molina, 1782
Dans son Essai sur l'histoire naturelle du Chili, Le père Jésuite Juan Ignacio Molina donne une description scientifique inédite du palmier chilien. Cet ouvrage est la première étude scientifique sur l'histoire naturelle du Chili que le botaniste publie en italien depuis l'Europe puisque les Jésuites ont été expulsés du pays en 1768. Le nom binominal Palma chilensis utilisé pour définir le palmier y est associée au terme latin Cocos inermis et à la dénomination d'origine indienne Lilla.
 L'examen de la plante incite le savant à le comparer au palmier dattier et à observer que « les fleurs sont monoïques et sont renfermées dans une spathe ligneuse qui se fend à mesure que la fleur s'accroît » ; Molina ne relève curieusement que deux opercules sur les noix du jubaea alors qu'ils sont au nombre de trois et note que la « liqueur laiteuse du noyau lorsque celui-ci est jeune, est très rafraîchissante ». Chaque grappe de fruits « comporte plus mille coques recouvertes de deux écorces, comme les cocos des tropiques ».

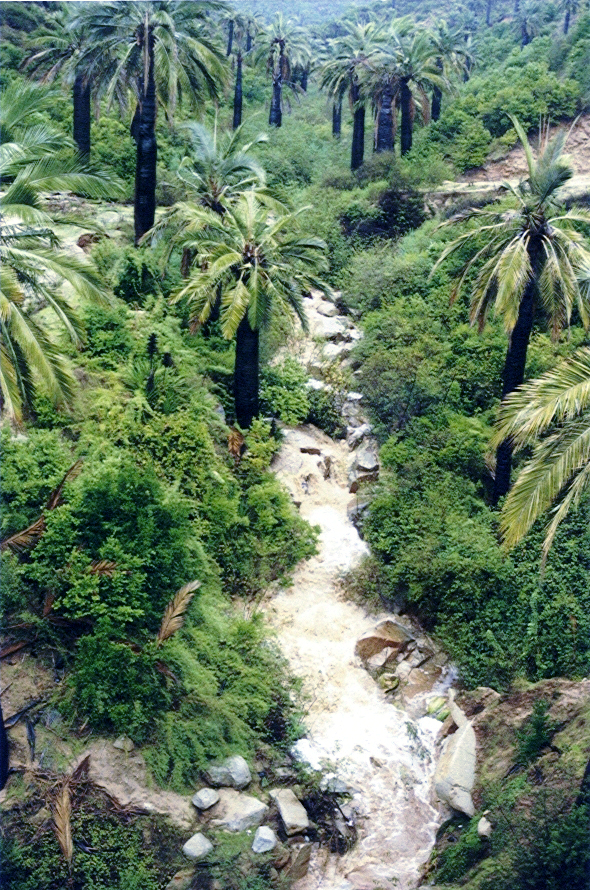
Palmiers du Chili en hiver dans un ravin entre Valparaíso et Viña del Mar.

### Définition du genre, Kunth, 1816
Le genre Jubaea est décrit par Karl Sigismund Kunth en 1816 à la suite des publications d'Alexandre de Humboldt. Alexandre de Humboldt et Aimé Bonpland ont en effet rapporté durant leur voyage en Amérique du Sud un herbier riche de plus de 70 000 spécimens dont 54 000 nouvelles espèces. Humboldt après avoir contacté plusieurs botanistes, finit par rencontrer Kunth, neveu de son ancien précepteur, et lui confie la tâche énorme de déterminer sa collection. Kunth y consacre 24 ans de sa vie.

### Attribution de l'épithète spécifique, Baillon, 1895
Jubaea spectabilis tel que défini en 1816 par le botaniste allemand a des synonymes comme Cocos chilensis (Molina) Kunth, Micrococos chilensis Philippi ou Palma chilensis Molina. Le nom binominal de Jubaea chilensis, actuellement en vigueur, est employé par le botaniste français Henri Ernest Baillon à partir de 1895 dans son ouvrage de taxonomie, Histoire des plantes.
Les noms vernaculaires de ce palmier, Palma chilena ou coquito ainsi que les dénominations locales essentiellement d'origine Mapuche Lilla, Lillal ou Quechua Can can, Kan kan sont mentionnées par le botaniste italien Carlo Luigi Giuseppe Bertero, et reprises par Henri Ernest Baillon dans son traité général de botanique.

### Classification traditionnelle desplantes à fleurs
Selon la classification de Cronquist, le cocotier du Chili est rattaché, de par ses caractères morphologiques spécifiques, à la famille des Arecaceae, puis, toujours selon la taxinomie linnéenne, à la sous-famille des Arecoideae, à la tribu des Cocoeae et enfin à la sous-tribu des Attaleinae.

Le genre Jubaea partage sa sous-tribu Attaleinae avec 9 autres genre; 
Beccariophoenix, Jubaeopsis, Voanioala, Allagoptera, Butia, Cocos, Syagrus, Parajubaea et Attalea.

## Écologie

### Distribution et habitat: le Chili

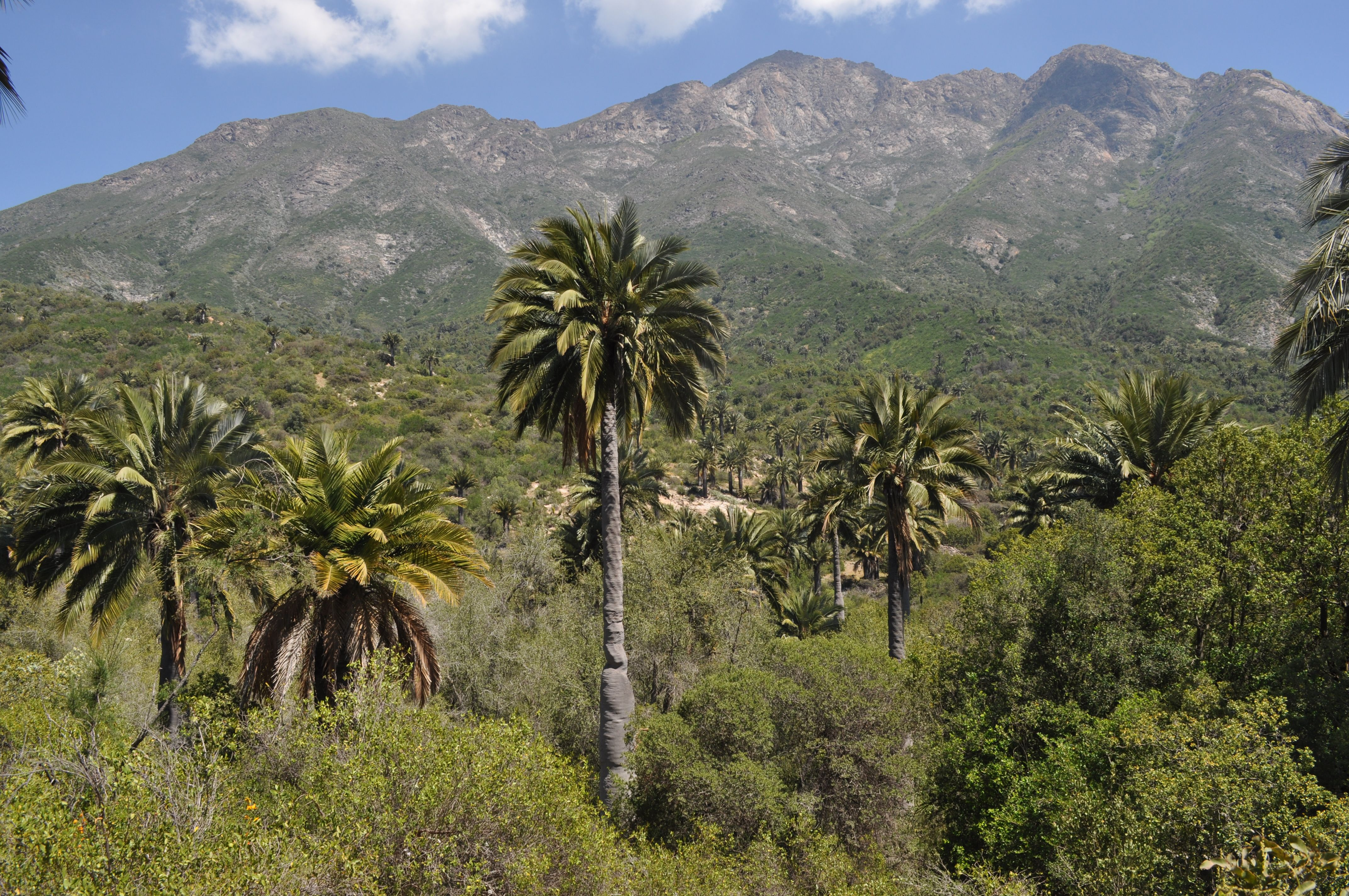
Jubaea chilensis dans le parc national La Campana (Région de Valparaíso).

Jubaea chilensis occupe la zone centrale du Chili, comprise entre l'hacienda Las Palmas (Région IV) au Nord (31° 15′ S, 71° 35′ O) et la localité de Tapihué (Région VII) au Sud (35° 22′ S, 71° 47′ O). Ce qui fait de cette espèce le deuxième palmier, après Rhopalostylis sapida, dont l'aire de répartition naturelle est la plus australe. Il est inféodé aux régions chiliennes bénéficiant d'un climat méditerranéen, chaud et sec en été (de septembre à avril) et froid et humide en hiver (de mai à août),. Les sols sont en général pauvres et pierreux. L'aire de distribution naturelle des Jubaea occupe la chaine côtière parallèle aux Andes (cordillère de la Costa) et ses vallées centrales, jusqu’à 1 500 mètres d’altitude, sur la côte de l’océan Pacifique (région du Maule, région du Libertador General Bernardo O'Higgins, région de Valparaíso, région de Coquimbo).
On estime qu'en 1550 la population totale de palmiers du Chili s'élève à 5 millions d'individus.

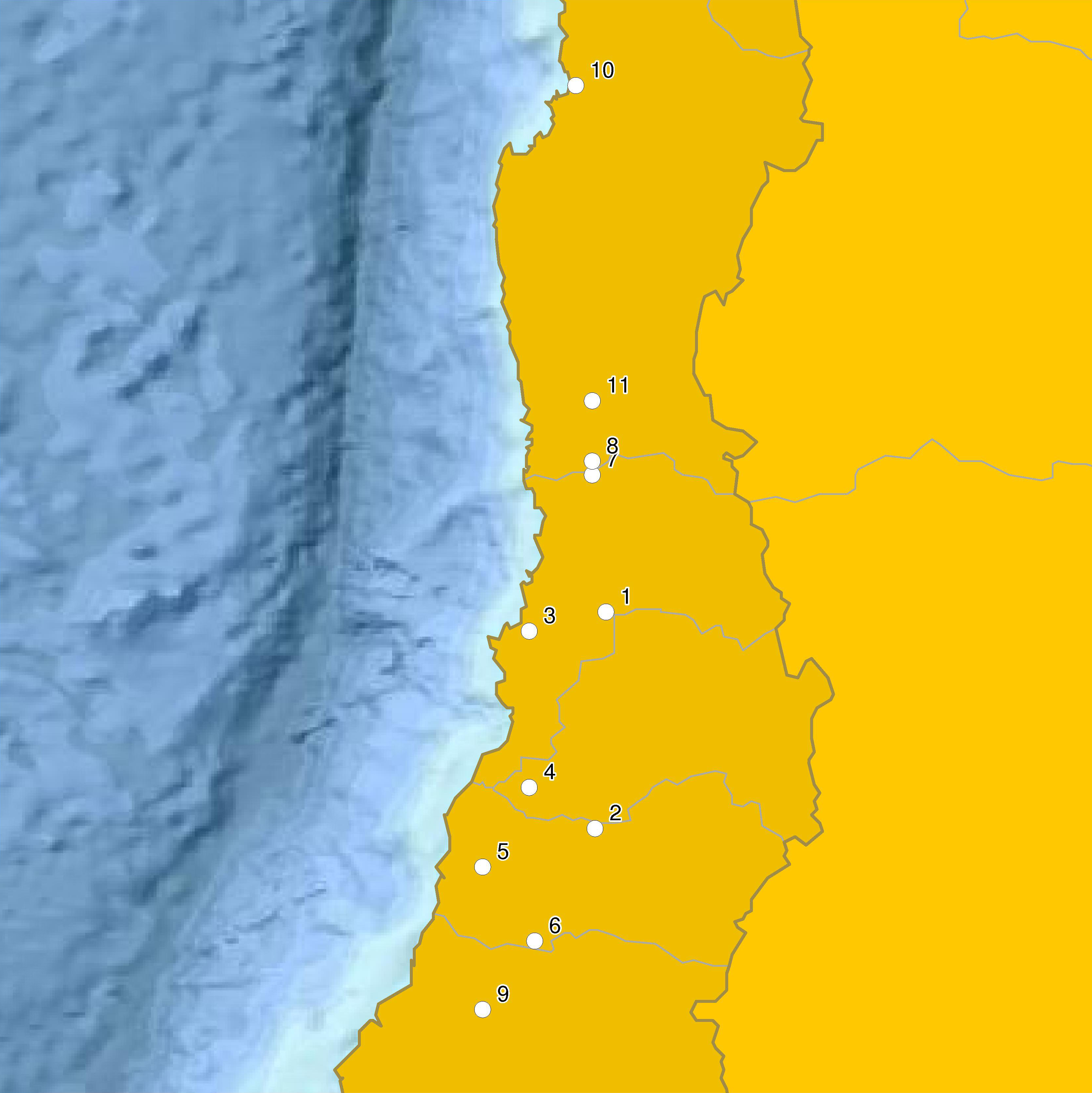
Aire de distribution de Jubaea chilensis dans la zone centrale du Chili.

Ses populations sont maintenant réduites à des zones protégées comme le parc national La Campana (région V), déclaré Réserve de biosphère en 1984 ou le parc national Las Palmas de Cocalán (région VI), deux de ses derniers sanctuaires naturels. On y recense le plus ancien cocotier du Chili, La Capitana, âgé de 1 600 ans environ selon la tradition locale et haut de 28 mètres.
Le nombre estimé de cocotiers au Chili est de 120 000 pieds mais trois localités seulement rassemblent un nombre important de palmiers : Ocoa (60 000 individus), Cocalán (35 000 individus) et Las Siete Hermanas à Viña del Mar-Valparaíso (7 000 individus) qui représentent 90 % du total des effectifs. Le reliquat se situe dans les quelques régions suivantes, avec des effectifs moindres : Cuesta-Los Guindos (2 500), San Miguel de Las Palmas (2 000), La Candelaria (1 900), Tunel de Las Palmas (1 300), Tilama-Pichidangui (50), Tapihue-Pencahue (17), La Serena (3), Limahuida-Los Vilos (2), autres sujets dispersés (200).
En grandes palmeraies, le cocotier du Chili est associé à une flore diverse : Quillaja, Peumus boldus, Crataegus oxyacantha, Cryptocarya rubra, alors qu'en bosquets isolés, il est associé à Drimys winteri et à Crinodendron patagua. Dans les milieux arides il côtoie également Colliguaja odorifera, Lithraea caustica, Podanthus mitiqui, Quillaja saponaria, Schinus polygamus ; dans les zones plus humides, il prospère aux côtés de Persea cf. meyeniana, Aristotelia chilensis, Luma apiculata et Rhaphithamnus spinosus.

### Statut de protection du cocotier du Chili

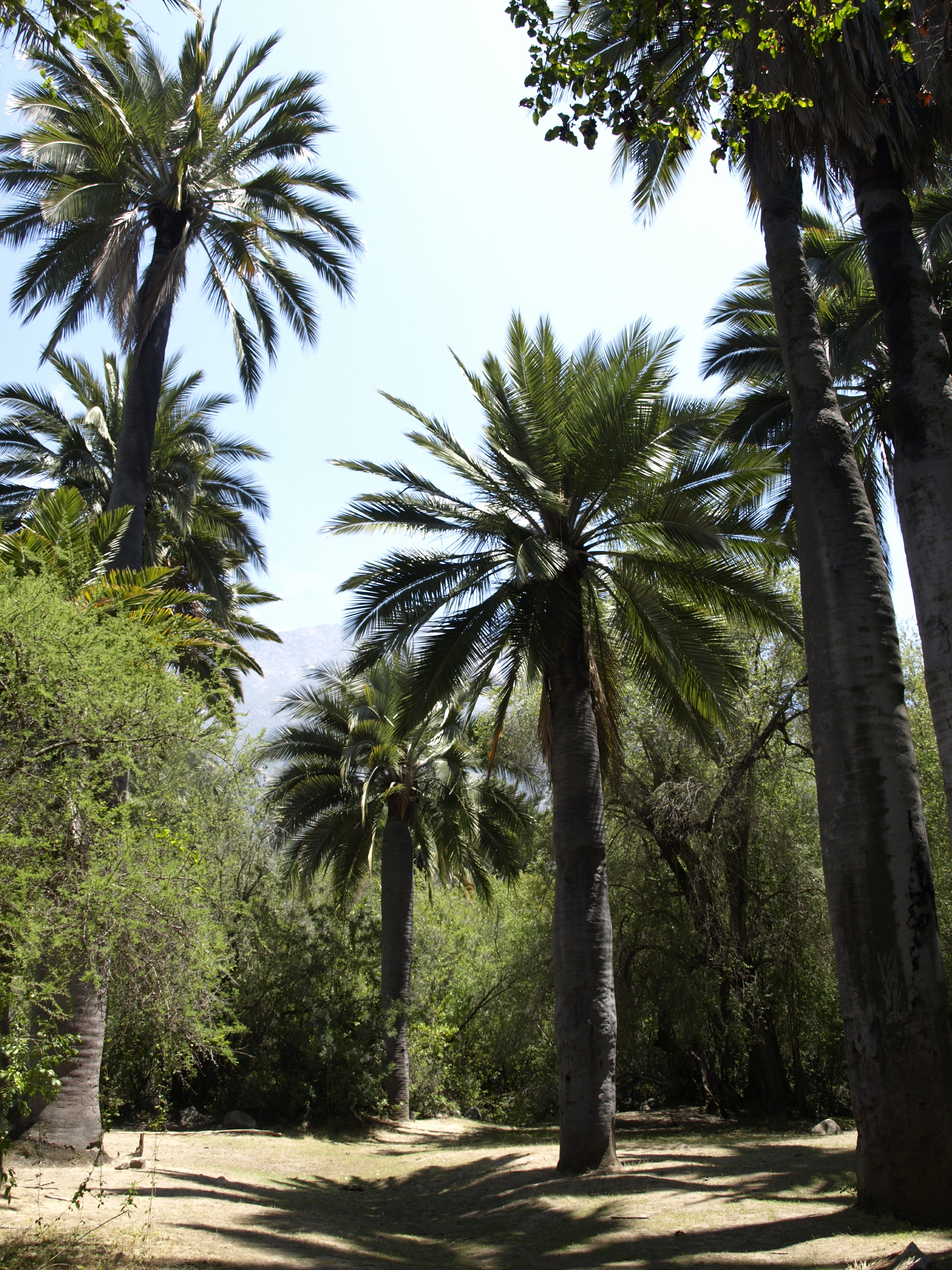
Cocotiers du Chili dans le parc national La Campana.

#### Liste rouge de l'UICN
Le but essentiel de la liste rouge de l'UICN, dans laquelle est inclus le palmier du Chili, est de rassembler les informations sur les espèces menacées d'extinction, d'évaluer régulièrement l'évolution des risques que courent ces espèces, puis d'assurer une diffusion aussi large que possible de ces données auprès de nombreux publics. Elle peut en effet être utilisée par les agences gouvernementales, les organismes responsables de la protection de la nature, les ONG spécialisées dans la conservation, les éducateurs, et d'une façon générale par toute personne soucieuse du déclin de la biodiversité. L'UICN se donne comme objectif de réévaluer chaque espèce tous les 5 ans si possible, tous les 10 ans tout au plus. Ce travail est réalisé par des comités de lecture, dès lors que l'UICN a collecté l'ensemble des données nécessaires à la réévaluation de l'espèce. Ces contraintes de calendrier expliquent que le statut de protection de Jubaea chilensis a évolué dans le temps.

#### Évolution de ce statut
Jubaea chilensis est décrit comme une espèce vulnérable selon le Livre Rouge de la flore terrestre du Chili publié par la CONAF. Il est également qualifié d'espèce vulnérable par l'UICN en 1997 et inscrit sur la liste rouge de l'UICN selon les critères de 1994. Le cocotier du Chili est alors classé en catégorie VU A 4c (B1ab-III) de l'UICN. Il est déclaré espèce en danger pour la quatrième région chilienne (la région de Coquimbo, La Serena) notamment dans la province de Choapa. Depuis 2007, son statut de protection sur la liste rouge de l'UICN est inclus dans la catégorie VU A1cd et la coupe de ses populations au Chili est contrôlée par la CONAF et le SAG, organismes publics qui autorisent environ une ponction de 36 sujets par an avec une obligation de replanter 10 nouveaux palmiers pour chaque palmier abattu. Jubaea chilensis est aussi bénéficiaire d'un statut protecteur dans la cinquième région administrative chilienne, lieu d'implantation du parc national La Campana, créé en 1967, dans le secteur d'Ocoa où plusieurs facteurs mettent en péril les palmeraies primaires : les récoltes illégales de noix qui ont un impact négatif sur la régénérescence des palmiers et les incendies, nombreux dans les vallées centrales de la cordillère de la Costa, qui détruisent les jeunes pousses.

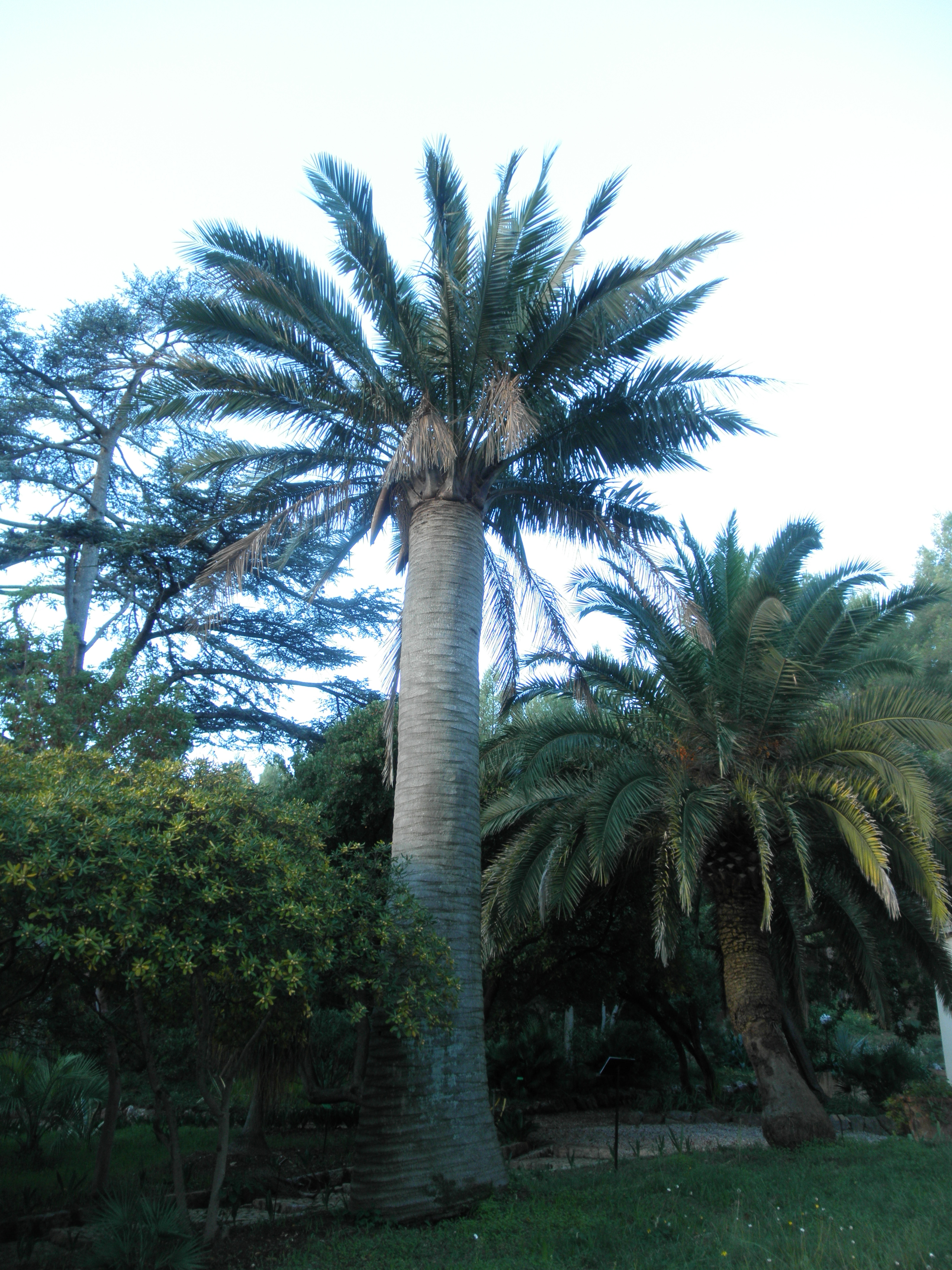
Cocotier du Chili dans le parc du Plantier de Costebelle (Hyères, Var).

 Le parc national Las Palmas de Cocalàn a, lui, été créé en 1972. Diverses institutions, autres que les organismes gouvernementaux de régulation, sont chargées de la protection des sites comme « La Fundación para la Recuperación y Fomento de la Palma Chilena » qui gère 1 000 hectares de terres dans la réserve écologique privée de l'Oasis de La Campana.

#### Commerce réglementé des spécimens juvéniles et adultes
Des initiatives ont été mises en place à partir des années 1970 pour commercialiser ce palmier, qu'il soit juvénile ou même adulte afin de limiter la chute des populations existantes souvent sénescentes dans les forêts chiliennes. Jubaea chilensis, grâce à ses qualités esthétiques et à sa rusticité, est un palmier très demandé par les amateurs de plantes exotiques et donc recherché par les producteurs et pépiniéristes, notamment européens.
Cultivé depuis le XIXe siècle dans les jardins botaniques où il tient souvent une place de choix, il est cependant très rare en culture et de faible disponibilité dans le commerce. Il est donc devenu un objet de convoitise de la part des amateurs d'exotisme. Ce palmier étant de croissance lente, le seul moyen de disposer de palmiers de taille adulte est le recours à l'exportation directe depuis le Chili. Plusieurs sociétés spécialisées proposent des Jubaea chilensis de toutes tailles, cultivés, conditionnés (afin d'éviter l'importation de parasites), acclimatés (en tenant compte de l'inversion des saisons avec l'hémisphère sud) et exportés en conteneurs de manière à garantir une reprise en Europe.

### Facteurs de raréfaction

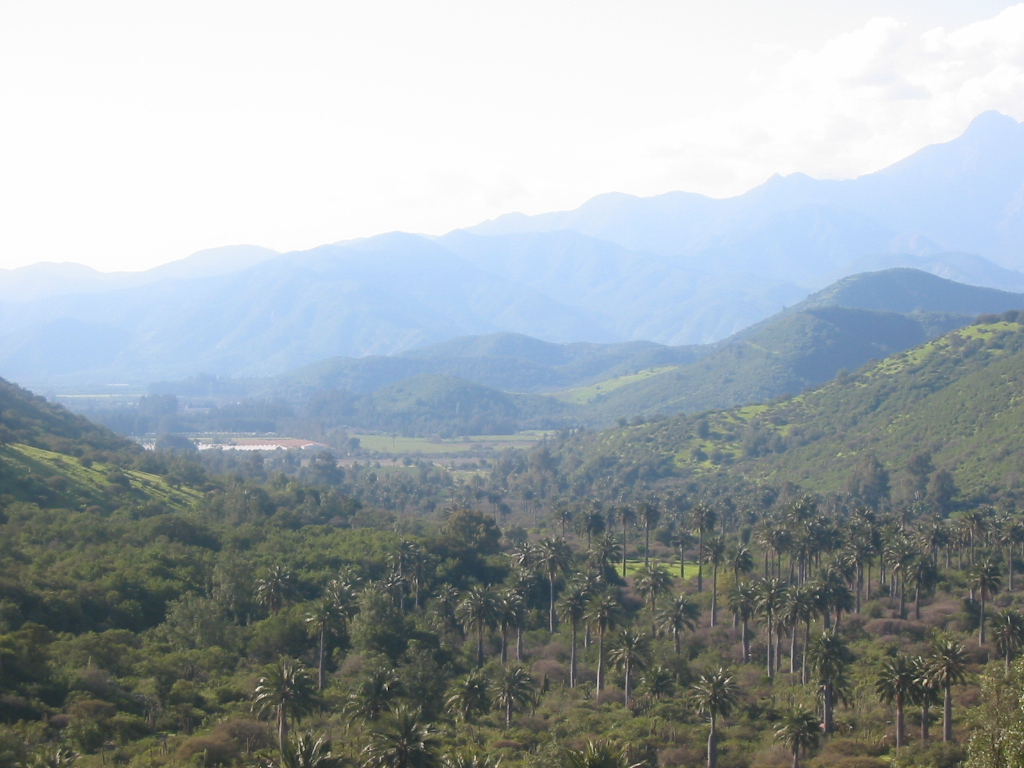
Palmeraie de Ocoa, La Campana (Chili).

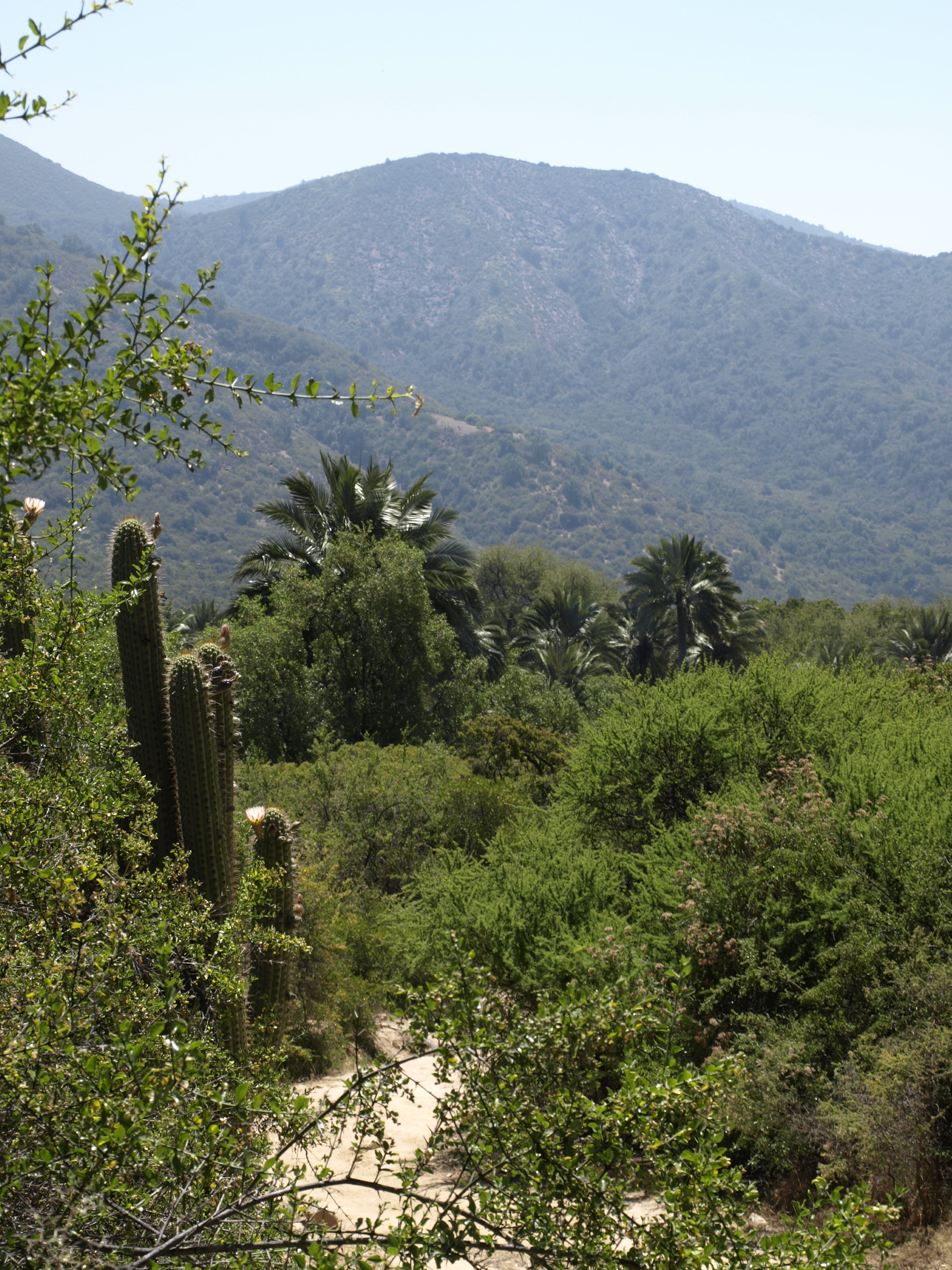
Végétation épineuse, dont Echinopsis chiloensis (à gauche), aux abords d'un bosquet de Jubaea chilensis (au second plan) dans le parc national La Campana.

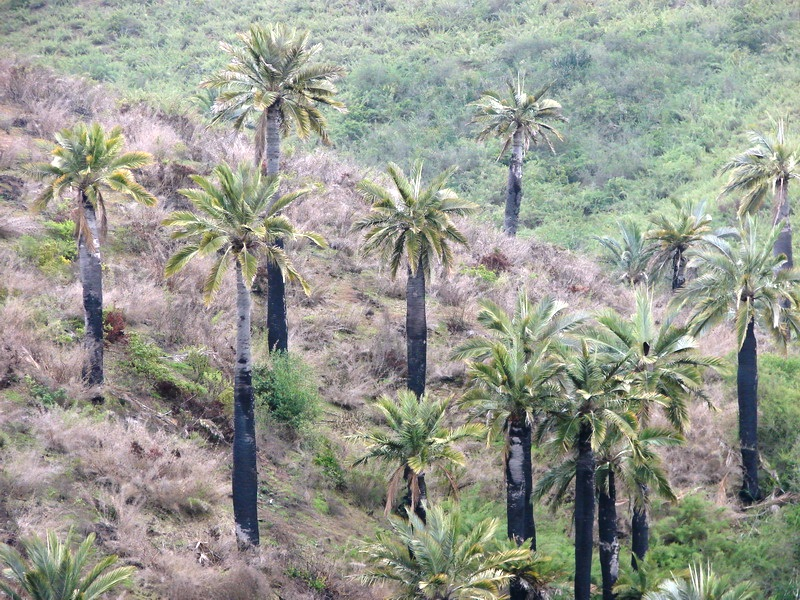
Palmeraie de Jubaea chilensis aux stipes calcinés après un incendie (Quebrada Alto Tranque, entre Valparaíso et Viña del Mar).

La disparition au Chili, dès le XIXe siècle d'une partie des couvertures végétales sclérophylles (le matorral chilien), végétation endémique dans la partie centrale du pays, est un autre facteur de raréfaction du cocotier du Chili, palmier qui a besoin de ces forêts de type méditerranéen pour assurer la survie des jeunes pousses. Cette flore est détruite par l'activité agricole humaine (culture du blé) au moment de la restructuration des sols chiliens provoquée par découverte de l'or en Californie et en Australie entre 1848 et 1852.
Accessoirement, Octodon degus, un rongeur endémique qui se nourrit des jeunes pousses du palmier ainsi que de ses fruits, est responsable de la diminution des effectifs de Jubaea chilensis, dans son aire de distribution originelle, dans le centre du Chili. Les populations de rongeurs naturalisés Rattus rattus et Rattus norvegicus sont également une cause de raréfaction des jeunes pousses. En revanche, les sujets de cocotiers du Chili, au faux-tronc massif, présentent une résistance notable aux incendies qui sont fréquents dans son aire de distribution naturelle.

### Possibles ravageurs en culture
Le papillon Paysandisia archon, nommé communément papillon palmivore du palmier, est considéré comme un insecte ravageur pour les dégâts qu'il cause aux palmiers à feuilles pennées — donc au cocotier du Chili — et contre lequel il n'existe pas de traitement réellement efficace. Paysandisia archon s’attaque spécifiquement aux monocotylédones de la famille des Arécacées. « L’introduction du papillon en Europe a commencé via l’Espagne au début des années 1990 à la suite de l’importation de palmiers en provenance d’Argentine (Butia, Trithrinax), et s’est étendue à la France et à l’Italie à la fin de la décennie 1990. L’extension rapide de l’infestation a été due ensuite aux déplacements incontrôlés des palmiers entre départements ou pays et, localement, grâce aux capacités du papillon à se déplacer sur plusieurs kilomètres. Onze genres infestés par Paysandisia archon sont recensés à ce jour : Brahea, Butia, Chamaerops, Jubaea chilensis, Livistona, Phoenix, Sabal, Syagrus, Trachycarpus, Trithrinax, Washingtonia. Ce large spectre ne doit cependant pas masquer le fait que le papillon semble avoir des préférences parmi ces palmiers ». En France, la lutte contre ce nuisible est rendue obligatoire par un arrêté du ministère de l’Agriculture daté du 7 février 2002 (Annexe B) qui stipule que « Paysandisia archon est un parasite de lutte obligatoire ». La lutte contre un autre parasite invasif, le Charançon rouge des palmiers, Rhynchophorus ferrugineus, fait l'objet d'une stratégie de lutte obligatoire définie désormais par l'arrêté ministériel du 21 juillet 2010. Ce texte, complété par un arrêté modificatif du 20 mars 2012, autorise aussi l'endothérapie dans le cadre d'un dispositif expérimental dans le Var et uniquement à titre préventif ; son application en traitement curatif est interdite. Dans le cadre d'un bio-contrôle, des tests ont été réalisés en 2010 avec deux souches du champignon Beauveria bassiana ainsi qu'avec un ver microscopique entomopathogène en conditions semi-naturelles. Ces expériences ont été réalisées sur des palmiers enfermés dans des filets anti-insectes placées en plein air.

## Ethnobotanique et culture: le miel de palmier

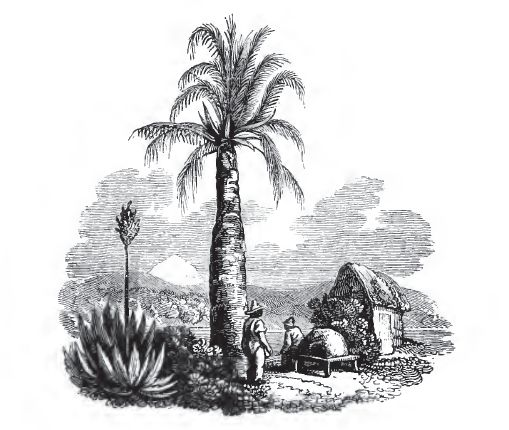
Un palmier du Chili dont les palmes sont autrefois utilisées pour les toitures. Jubaea chilensis est un élément essentiel de l'économie rurale aux XVIIIe siècle et XIXe siècle.
Dessin de Maria Graham dans Journal of a Residence in Chile during the year 1822 London Longman, Hurst, et John Murray, 1824, 299.

### Exploitation ancienne
Les communautés Mapuches, établies dans le centre-sud du Chili au XVIe siècle, consomment les fruits de Jubaea chilensis (Cau cau, littéralement « petites noix ») et produisent avec le liquide extrait du palmier, une eau-de-vie, le guarango. Le cocotier du Chili est exploité durant la période coloniale pour produire un vin de palme que l’on distille avec sa sève et dont le processus est minutieusement décrit par le père Jésuite Alonso de Ovalle. L'historien chilien Benjamín Vicuña Mackenna évoque en 1877 ces récoltes massives de miel de palmier dans l'hacienda La Siete Hermanas à Viña del Mar. Charles Darwin mentionne aussi les récoltes dans le centre du Chili lors de son voyage d'exploration scientifique :
« Dans quelques parties du Chili, on les trouve en nombre considérable et ils sont très précieux, à cause d'une sorte de mélasse qu'on tire de leur sève. Dans une propriété auprès de Petorca on a essayé de les compter, mais on y a renoncé après être arrivé au chiffre de plusieurs centaines de mille. Tous les ans, au commencement du printemps, au mois d'août, on en coupe un grand nombre, et, quand le tronc est étendu à terre, on enlève les feuilles qui le couronnent. La sève se met alors à couler de l'extrémité supérieure ; elle coule ainsi pendant des mois entiers, mais à condition d'enlever chaque matin une nouvelle tranche du tronc, de façon à exposer une nouvelle surface à l'action de l'air. Un bon arbre produit 90 gallons [410 litres] ; le tronc du palmier, qui paraît si sec, devait donc évidemment contenir cette quantité de sève. On dit que la sève s'écoule d'autant plus vite que le soleil est plus chaud ; on dit aussi qu'il faut avoir grand soin, en coupant l'arbre, de le faire tomber de façon que le sommet soit plus élevé que la base, car, dans le cas contraire, la sève ne s'écoule pas ; on aurait pu penser cependant que, dans ce dernier cas, la gravitation aurait dû aider à l'écoulement.
Historiquement, le vin de palme extrait de Jubaea chilensis est exporté depuis le port de Coquimbo au Chili où les populations naturelles de cocotier étaient recensées entre le fleuve Limari et le fleuve Maule mais d'où elles ont été éradiquées du fait de l'activité humaine et de la pression foncière. Charles Darwin évoque « les centaines de palmiers à Pétorca » en 1834, alors qu'ils sont inexistants aujourd’hui dans cette zone. Seule la région de Tilama possède de vastes plantations naturelles de palmiers et quelques individus résiduels subsistent à Quebrada las Palmas au sud de Mantos de Hornillo. Une étude toponymique de la région de Coquimbo indique que de nombreuses localités incluent le terme « palmas » dans leur nom. Mais dans la plupart des cas, ces noms de lieux n'indiquent plus d'emplacements de cocotiers du Chili mais en suggèrent seulement une présence antérieure historiquement.

### Technique utilisée

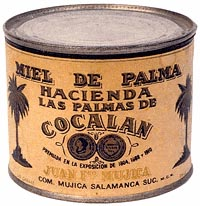
Une boîte alimentaire de miel de palmier.

La technique utilisée pour la récolte, toujours demeurée artisanale depuis le XIXe siècle, est décrite par la voyageuse et Femme de lettres britannique Maria Graham en 1822 : 

« Ce palmier produit une noix similaire à celle du noisetier, mais plus grosse. L'amande est comparable à une noix de coco et contient comme cette dernière du lait. Lorsque le palmier a dépassé l'âge de 150 ans environ (âge calculé sommairement par les habitants de ces régions), il est abattu et les Chiliens brûlent l'intérieur du stipe pour obtenir un jus distillé, appelé localement miel. Son gôut est d'ailleurs celui du miel que nous connaissons. La quantité récoltée pour chaque palmier est vendue au prix de 200 dollars,. »

Elle nécessite l'abattage du palmier, souvent âgé et qui laisse couler plusieurs centaines de litres d'une sève sucrée et succulente. Le cocotier est étêté sous la couronne de feuilles et le stipe, couché à terre, laisse s’écouler quotidiennement et pendant près de 6 mois environ, 450 litres de sève. Celle-ci est aujourd’hui extraite par entaille pour fabriquer du miel de palmier. L’extraction de la sève s’effectue durant l'été austral, entre novembre et avril, période durant laquelle les chaleurs printanières et estivales facilitent l'écoulement de la sève. De mai à octobre, durant l'hiver austral, la récolte est suspendue. Cette période est mise à profit pour effectuer semis et plantations de jeunes pousses de palmiers. Chaque zone exploitée est divisée en cuarteleros (littéralement « parcelles »), c'est-à-dire des secteurs regroupant un nombre défini de palmiers sélectionnés et voués à être abattus. Ces secteurs forestiers sont raccordés entre eux par un canevas de sentiers que les ouvriers agricoles empruntent deux fois par jour pour récolter la sève. Le précieux liquide, transporté à dos d’homme dans des sacoches en cuir de chèvre est amené à la bodega (cave de transformation) pour y être concentré, par cuisson, dans une grande poêle de cuivre. Cette sève concentrée et distillée avec du vin est ensuite mise en fûts dans les caves de fermentation de l'Hacienda pour y reposer plusieurs années. Deux qualités de substances sont produites : le miel de Palma dont la mélasse repose plus de 4 ans en fût avant élaboration du miel, de couleur brune / marron et le miel Melimel dont la mélasse repose 1 an avant l'élaboration d'un miel de couleur jaune.
Certains agronomes suggèrent de modifier la technique d'extraction de la sève, en évitant d'abattre le palmier, en prenant exemple sur la méthode utilisée dans les Îles Canaries avec Phoenix canariensis. Dans ce cas, la production s'étale sur une durée un peu plus longue de 4 à 9 mois avec une récolte moyenne de 8 à 15 litres par jour. Depuis 2005, cette méthode semble être utilisée au Chili par la seule exploitation du pays qui mène une production intégrée de miel de palmier sous le contrôle de la CONAF et qui le précise dans ses documents internes.

### Réglementation en vigueur au Chili
Deux textes essentiels réglementent actuellement l'exploitation du palmier à miel sur le territoire chilien.

#### Textes de 1941 et 1974
Le Décret Suprême 908 du 3 juillet 1941 prévoit une autorisation du Service de l'agriculture et de l'élevage avant toute coupe de palmier.
Mais il faut attendre le Décret-Loi 701 du 14 octobre 1974 avec la création de sanctuaires et l’interdiction d’exploiter ses populations naturelles au Chili, ainsi que les contrôles rigoureux mis en place à partir de 1980 par les organismes de droit public (la CONAF et le SAG), pour que Jubaea chilensis échappe à l'extinction. Le texte du Décret-loi précise que « le palmier du Chili, comme les autres espèces de végétaux forestiers, doit être exploité et ses coupes réglementées en vertu d'un plan de gestion forestier approuvé par la CONAF, de manière que la conservation, l'amélioration et la régénérescence de cette ressource naturelle soit assurée. »

#### Évolutions législatives et réglementaires
Le Décret-Loi de 1974 est complété par trois dispositions législatives ultérieures : le Décret-Loi 2565 du 21 mars 1979, la Loi 18959 du 22 février 1990 et la Loi 19561 du 9 avril 1998.
Un décret d'application 259 du 1er septembre 1980, dans ses articles 19, 20 et 24 se réfère aussi de façon spécifique au palmier du Chili en précisant notamment dans son article 24 que « le type de coupe et d'exploitation s'appliquent au palmier du Chili, entre autres types de végétaux de la forêt chilienne. La coupe et l'exploitation de ce palmier doivent être sélectives sachant que pour chaque spécimen coupé, un minimum de 10 pieds de la même espèce doit être replanté. La coupe suivante ne pourra avoir lieu dans le même secteur que 5 ans après. »

#### Application de ces dispositions
La CONAF gère les espaces naturels protégés par l'État et utilise des fonds nationaux et internationaux pour protéger les forêts de palmiers du Chili. Afin d'éviter que l'exploitation du miel de palmier que produisent les Chiliens avec la sève saccharifère, ne provoque la disparition de ce monument botanique, cette dernière est désormais contrôlée : au bout de 40 ans d'âge, les palmiers sont sélectionnés pour la récolte du miel par la CONAF. Les sujets choisis sont les palmiers qui n'ont plus de force car ayant développé des racines très importantes. Le Décret-Loi de 1974 transfère cependant au secteur privé la fonction de production dans le milieu forestier (plantation et industrialisation), ce qui explique aujourd’hui l'étroite imbrication dans la gestion de certaines palmeraies de cocotiers du Chili, entre la CONAF et les estancias (haciendas) privées. Cette collaboration fonctionne au sein même des parcs nationaux, notamment avec la Hacienda Las Palmas de Cocalàn, seule palmeraie privée du pays autorisée à mener une production intégrée de miel de palmier sous le contrôle des pouvoirs publics.

## Histoire

### Premières observations scientifiques au Chili

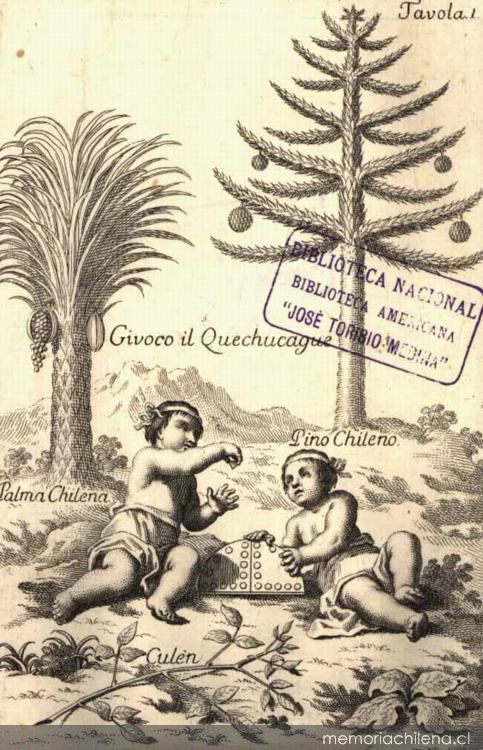
Jubaea (à gauche) en 1782, par Juan I. Molina.

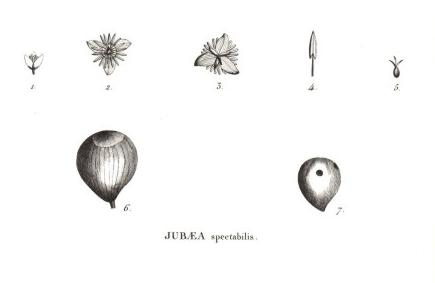
Gravure par Alexandre de Humboldt, Popayan, 1824.

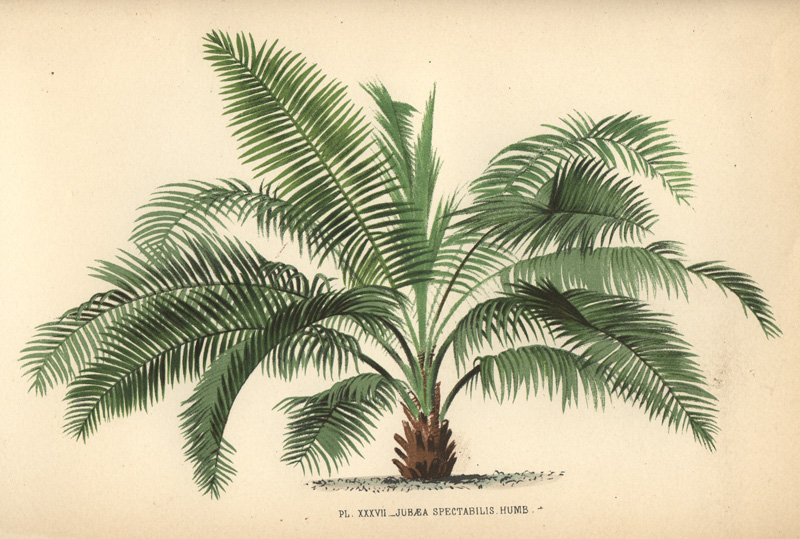
Gravure par Alexandre de Humboldt lors de son voyage en Amérique équinoxiale.

Au cours des millénaires passés, les changements de climat en Amérique du Sud dus à l'orogénèse de la cordillère des Andes et à la conjugaison d'influences tropicales dans une zone de climat méditerranéen ont permis l'émergence d'une flore particulière dont le cocotier du Chili est un exemple. Molina donne une description de Palma chilensis en 1782, dans son Essai sur l'Histoire Naturelle du Chili. La seule gravure de ce livre représente Jubaea chilensis, Araucaria araucana et culén. Jusqu'au XIXe siècle, le Chili possède de grandes étendues naturelles sur les pentes des Andes, plantées de palmeraies non exploitées de Jubaea chilensis que les explorateurs et botanistes européens identifient lors de leurs voyages scientifiques.

Les multiples observations faites lors de leur voyage en Amérique équinoxiale de 1800 à 1804, permettent à Alexandre de Humboldt et Aimé Bonpland d’avoir une vision d’ensemble de la flore d'Amérique du Sud et ainsi de jeter les bases de la phytogéographie. Ils observent les relations entre les plantes et leur origine géographique ainsi qu’avec leur milieu et pensent avoir rencontré le palmier du Chili, à l'état cultivé, dans les jardins de Popayan en Nouvelle-Grenade. « De retour en Europe, Humboldt s’attelle à la publication, de 1814 à 1825, d’un monumental Voyage aux régions équinoxiales du Nouveau Monde, rédigé en langue française, langue officielle de l’Académie des sciences de Berlin. Il a de grandes difficultés à y associer Aimé Bonpland appelé à Malmaison afin de remplacer Étienne Pierre Ventenat à la suite du décès de celui-ci. Humboldt fait alors appel au botaniste Kunth. Un grand palmier du Chili, le Jubaea spectabilis H. B. K. qui en France orne majestueusement divers parcs publics et privés, associe par ses initiales le nom des trois savants ». En 1834 pourtant, Charles Darwin, naturaliste anglais dont les travaux sur l'évolution des espèces vivantes ont révolutionné la biologie, décrit ce palmier chilien comme « un arbre très-vilain  [sic] » : 

« Dans quelques endroits on rencontre des palmiers, et je suis tout étonné d'en trouver un à 4 500 pieds de hauteur [1 350 m]. Par rapport à la famille à laquelle ils appartiennent, ces palmiers sont de très-vilains arbres. Leur tronc fort gros affecte une forme curieuse : il est plus gros vers le centre qu'à la base et au sommet. »

### Hypothétique présence sur l'île de Pâques

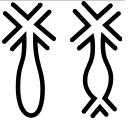
Paschalococos disperta selon le système Rongo-rongo.

Il existe sur l'île de Pâques une espèce de palmier (éteinte actuellement) appelée Paschalococos disperta. Ce palmier est déjà présent sur les tablettes de bois gravées selon le système d'écriture Rongo-rongo. La découverte de noix très anciennes en 1983, confirme l'existence de cette espèce éteinte de palmier sur l'île. Les analyses polliniques des botanistes britanniques John Flenley et Sarah King, ont permis d'identifier des traces de ce palmier présent sur l'île jusqu'au XVIIe siècle, par le procédé de la datation au carbone 14. Ce palmier est parfois identifié comme Jubaea chilensis par certains paléobotanistes et géologues qui estiment que le cocotier du Chili y a bien été présent, et que Paschalococos disperta, est une essence très proche du géant chilien actuel. Il sert alors au levage et au déplacement des statues basaltiques emblématiques de l'île, les moaïs. Mais aucun consensus n'est actuellement établi dans la communauté scientifique, quant à une éventuelle présence du palmier chilien sur l'île de Pâques. En effet, d'autres scientifiques évoquent des divergences dans le caractère biologique des deux espèces Paschalococos disperta et Jubaea chilensis, interdisant ainsi d'affirmer une présence avérée sur l'île du palmier continental,,.
Le Chili possède une autre espèce de palmier, Juania australis, endémique de l'archipel Juan Fernández.

### Acclimatation deJubaea spectabilisailleurs dans le monde

#### Acclimatation deJubaea spectabilisen France auXIXesiècle

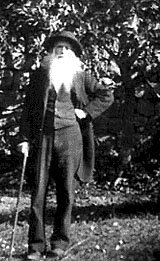
Le botaniste Charles Naudin, à l'origine des premiers Jubaea chilensis sur la Côte d'Azur.

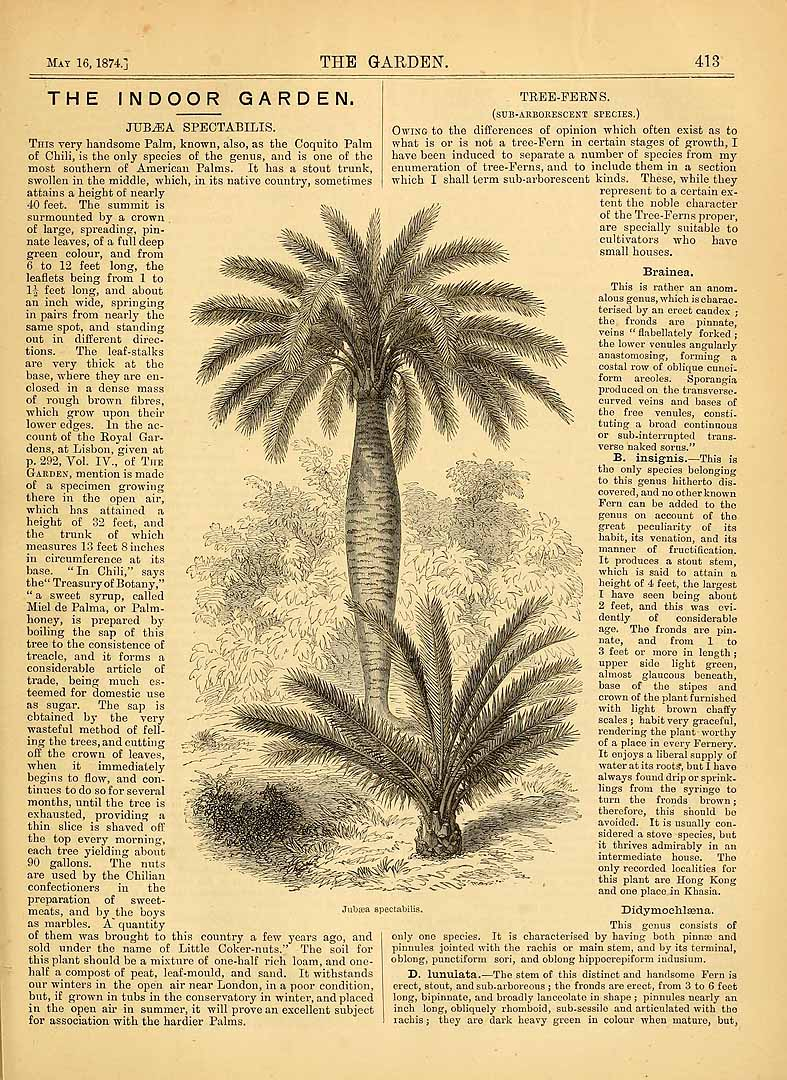
Description de Jubaea spectabilis en 1874.

Les plus vieux Jubaea chilensis sont introduits en France par le botaniste Charles Naudin vers 1850, plantés d'abord dans sa propriété privée à Collioure, en 1869 puis à la Villa Thuret au cap d'Antibes quand il en devient le directeur en 1878. Dans une lettre du 2 avril 1881, il explique : 

« C'est moi, mais je n'en suis pas plus fier pour ça, qui ai inventé le Jubaea, il y a une trentaine d'années ; personne n'y songeait, mais après avoir étudié les palmiers dans le grand ouvrage de Martius, j'ai conclu que c'était un de ceux qu'il fallait le plus propager. En suite de quoi j'ai battu la caisse à tours de bras [sic] dans la Revue horticole. Quelques amateurs se sont laissés convaincre, entre autres MM. Thuret d'Antibes et Jean Raymond (le philosophe). Les marchands grainiers ont fait venir des graines, et moi-même, il y a une quinzaine d'années, j'en ai fait venir du Chili que j'ai distribuées à droite et à gauche.
Malheureusement, les graines étant très rares et très chères à cette époque, le Jubaea étant un palmier à végétation assez lente, les horticulteurs furent obligés d'offrir les jeunes plantes à un prix très élevé, ce qui nuisit à leur vente. »

Émile Sauvaigo, Docteur en médecine, secrétaire de la Société d'Agriculture de Nice et directeur du Muséum d'histoire naturelle de Nice, auteur de plusieurs ouvrages agricoles et horticoles, recense dans son ouvrage sur les jardins de la Côte d'Azur, les plus beaux spécimens : « les plus vieux et magnifiques exemplaires sont ceux du jardin de Gustave Bonnet et du maire Alphonse Denis, à Hyères, plantés en 1852 ».

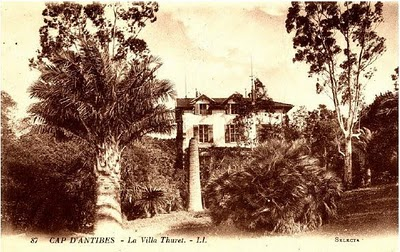
La Villa Thuret, un cocotier du Chili au premier plan, planté par Charles Naudin, en 1889.

D'autres très beaux exemplaires sont visibles au Plantier de Costebelle, chez la baronne de Prailly où ils ont été plantés après 1863, grâce à Charles Huber, directeur de l'établissement horticole Charles Huber et Compagnie. Le botaniste Justin-Benjamin Chabaud précise que les quatre sujets du Plantier de Costebelle représentent dans la région de l'olivier cette « végétation hors ligne ». Le jardin botanique de Saint-Mandrier-sur-Mer, le jardin Amélie à Nice ou le parc Olbius Riquier à Hyères possèdent également de beaux sujets.
Le botaniste du Sud-Ouest Lételié donne de précieux renseignements sur l'acclimatation de Jubaea spectabilis à Marennes en 1866, estimant que le palmier rustique peut être acclimaté « partout où l'Olivier ne gèle qu'exceptionnellement, là en un mot où la température moyenne annuelle n'est pas sensiblement inférieure à 14 °C ».
Il existe des exemplaires de Jubaea chilensis cultivés en France puisque ce palmier — dont l'une des qualités majeures est la rusticité — a été largement planté en Provence, en Languedoc (à Montpellier), en Roussillon (à Perpignan, au jardin de la Digue d'Orry ; à Argelès-sur-Mer, dans le parc privé du château de Saint-Malo ayant appartenu au baron de Vilmarest ; au jardin de la mairie de Rivesaltes ; à Saint-Cyprien, au parc des Capellans) et sporadiquement sur la côte atlantique (à Hendaye et à Biarritz). Deux spécimens anciens, rapportés par des cap-horniers au XIXe siècle sont aussi visibles à Lorient, un autre à Morlaix (à Garlan dans le parc du château de Kérozar) ou encore à Plomelin, près de Quimper en Bretagne, dans le parc botanique privé du manoir de Kerdour. Certains portent des traces d'impacts de balles de la Seconde Guerre mondiale.
Une quarantaine de sujets sont recensés dans l'Hérault et quelques-uns dans les Pyrénées-Orientales : l'ancienne maison de Charles Naudin à Collioure, le domaine de la Fosseille à Saleilles. Sa culture peut donc être tentée en zone 7a car sa rusticité permet à ce palmier de résister à des températures négatives très basses (−17 °C en 1956 en Languedoc).
Mais ce sont surtout les parcs des vieilles demeures de la Côte d'Azur et de la Riviera méditerranéenne qui abritent encore les sujets centenaires de « Jubées remarquables », véritables marqueurs des anciens jardins d'acclimatation qui accueillent une grande diversité de végétaux exotiques, nouveaux et rares au XIXe siècle : la Villa Thuret, Le Plantier de Costebelle, la Villa Marguerite, le parc du Manteau, la Villa Cytharis de Pierre Trabaud, le Clos Mireille, La Pascalette, le château Colbert, le Château Éléonore, le château de la Moutte, la palmeraie du domaine de Frégate, le Domaine des Cèdres, ou le jardin botanique Hanbury.

#### Allemagne et Royaume des Pays-Bas
En 1856, Jubaea spectabilis est cultivé, probablement sous serres, dans quatre jardins botaniques et collections privées d'Allemagne. Vers 1857, il est inventorié dans le catalogue des plantes du jardin botanique d'Amsterdam puis dans ceux de Leyde, d'Utrecht et de Rotterdam.

#### Royaume-Uni et Irlande
On trouve encore quelques cocotiers du Chili âgés et cultivés en plein air au sud-ouest du Royaume-Uni, notamment dans les jardins tropicaux de l'abbaye de Tresco sur l'île de Tresco dans l'archipel des Sorlingues, dans le parc botanique de Noirmont manor sur l'île de Jersey ou depuis 1892 dans la ville de Torquay sur les rives de la Manche. Les jardins botaniques royaux de Kew abritent dans Temperate house, grande serre victorienne, le plus vieux Jubaea chilensis du royaume : planté en 1846 à partir de graines chiliennes dans une serre de taille moyenne (Palm house), le palmier est déplacé en 1862 dans la grande serre (Temperate house). Le 6 août 1938, il est à nouveau déplacé au centre de ce palmarium car sa hauteur est de 14 mètres. Des tunnels sont creusés à l'intérieur de Temperate house pour faciliter le déplacement des 54 tonnes que représente le Jubaea et sa motte. Il mesure aujourd’hui 18 mètres de haut et reste le plus grand végétal au monde cultivé en serre.
Le jardin botanique de Kells bay en Irlande conserve en plein air un spécimen remarquable de cocotier du Chili, souvent mentionné par le botaniste William Robinson (en).

#### Italie et péninsule Ibérique

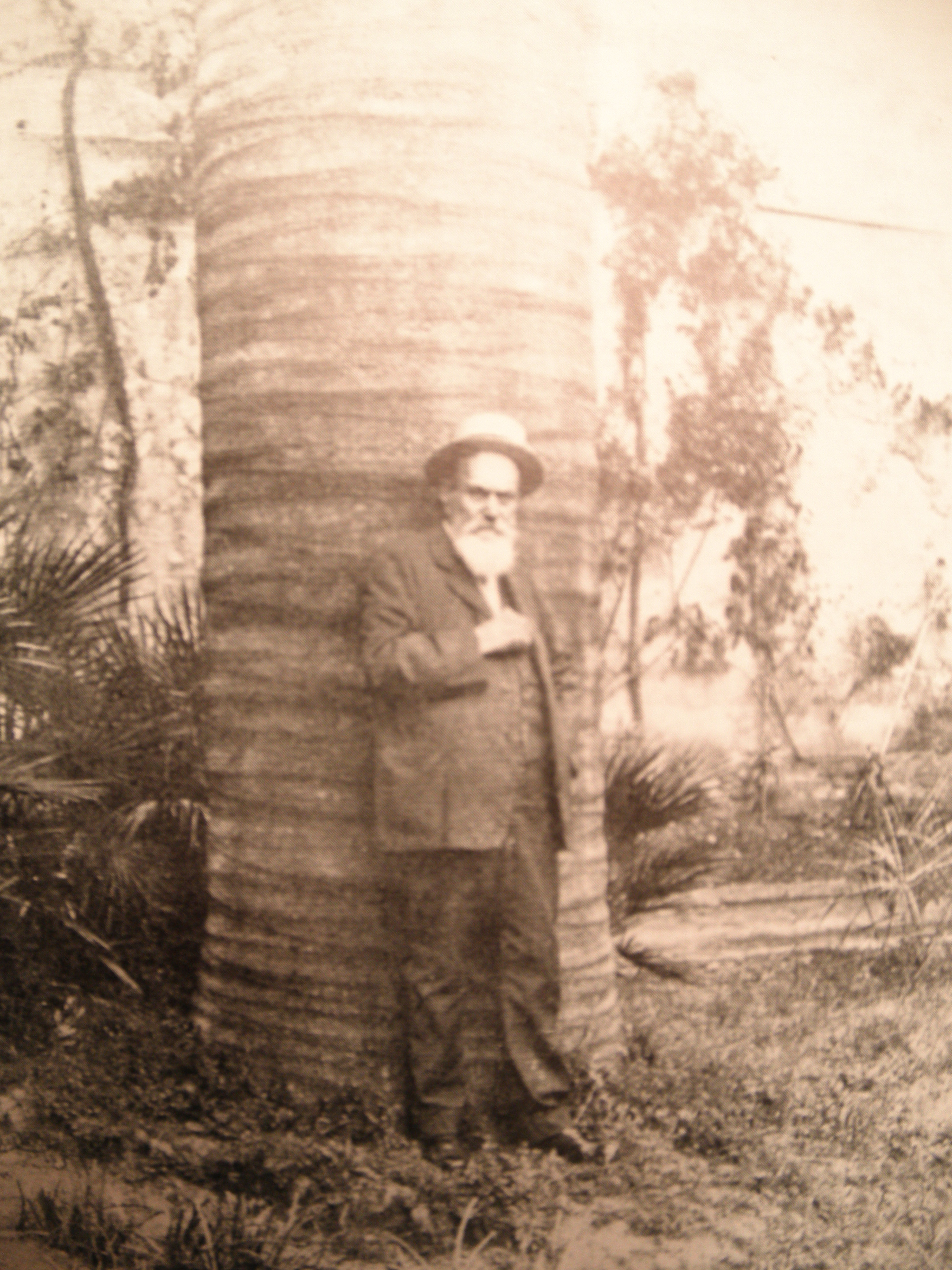
O.Beccari et un Jubaea, 1910.

L'Italie possède également de beaux spécimens anciens de cocotiers du Chili, ceux des villa Eremitaggio et Ada sur le lac Majeur (sur la rive suisse du lac Majeur, le Grand Hôtel de Muralto, à Locarno, conserve aussi deux sujets remarquables dans son parc aménagé au XIXe siècle), celui de l'Isola Madre planté en 1858 sur les Borromées, l'exemplaire du parc botanique Borgo Storico Seghetti Panichi (en) ou ceux de la villa Malfitano Whitaker et de la Villa Trabia à Palerme. Les registres du jardin botanique de Florence mentionnent aussi Jubaea chilensis parmi les collections constituées à la fin du XIXe siècle par le botaniste et acclimateur italien Odoardo Beccari qui cultive également ce palmier dans l'arboretum privé de la villa Beccari. Le parc public de la Villa Comunale d'Ostuni possède un nombre important de cocotiers chiliens, tous plantés vers 1890 tandis qu'à Rome, le jardin de la Villa Doria Pamphilj en aligne trois exemplaires, anciens également.
Au Portugal, Jubaea chilensis semble avoir été introduit en 1855 par l'horticulteur angevin André Leroy, dans le parc du Palácio das Necessidades, à Lisbonne. Ce palmier a commencé à fructifier 30 ans après sa plantation, soit vers 1885. Le parc de Monserrate propose également de beaux spécimens anciens. Les collections de plantes exotiques de Villar d'Allen à Porto comptent deux cocotiers du Chili, plantés entre 1850 et 1880 par le marchand britannique Joao Francisco Allen.
En Espagne, au sud de Madrid, le parc botanique d'Aranjuez abrite quelques cocotiers du Chili, notamment dans le Jardin du Parterre. Le Jubaea chilensis cultivé au jardin botanique de la Conception à Malaga est un témoin de l'acclimatation ancienne de cette plante en andalousie. Le Jardin botanique Marimurtra à Blanes près de Gérone dispose dans ses collections végétales de sujets anciens plantés au XIXe siècle. Mais les plus majestueux exemplaires de Jubaea chilensis de la péninsule Ibérique sont visibles chez le Prince Pierre Gaston d'Orléans-Bragance dans les jardins du palais de Villamanrique de la Condesa, entre Séville et Huelva. Le jardin botanique de La Orotava dans les îles Canaries cultive également un Jubaea chilensis âgé de plus de 100 ans.

#### Californie

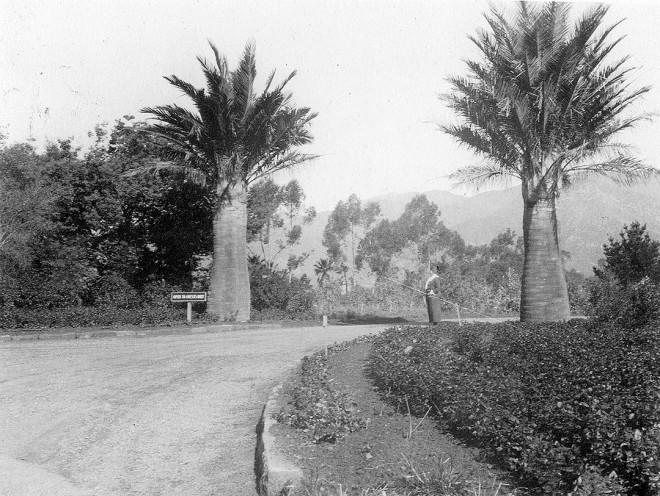
Deux Jubaea chilensis à Lotusland en 1900 (collection des archives de Lotusland).

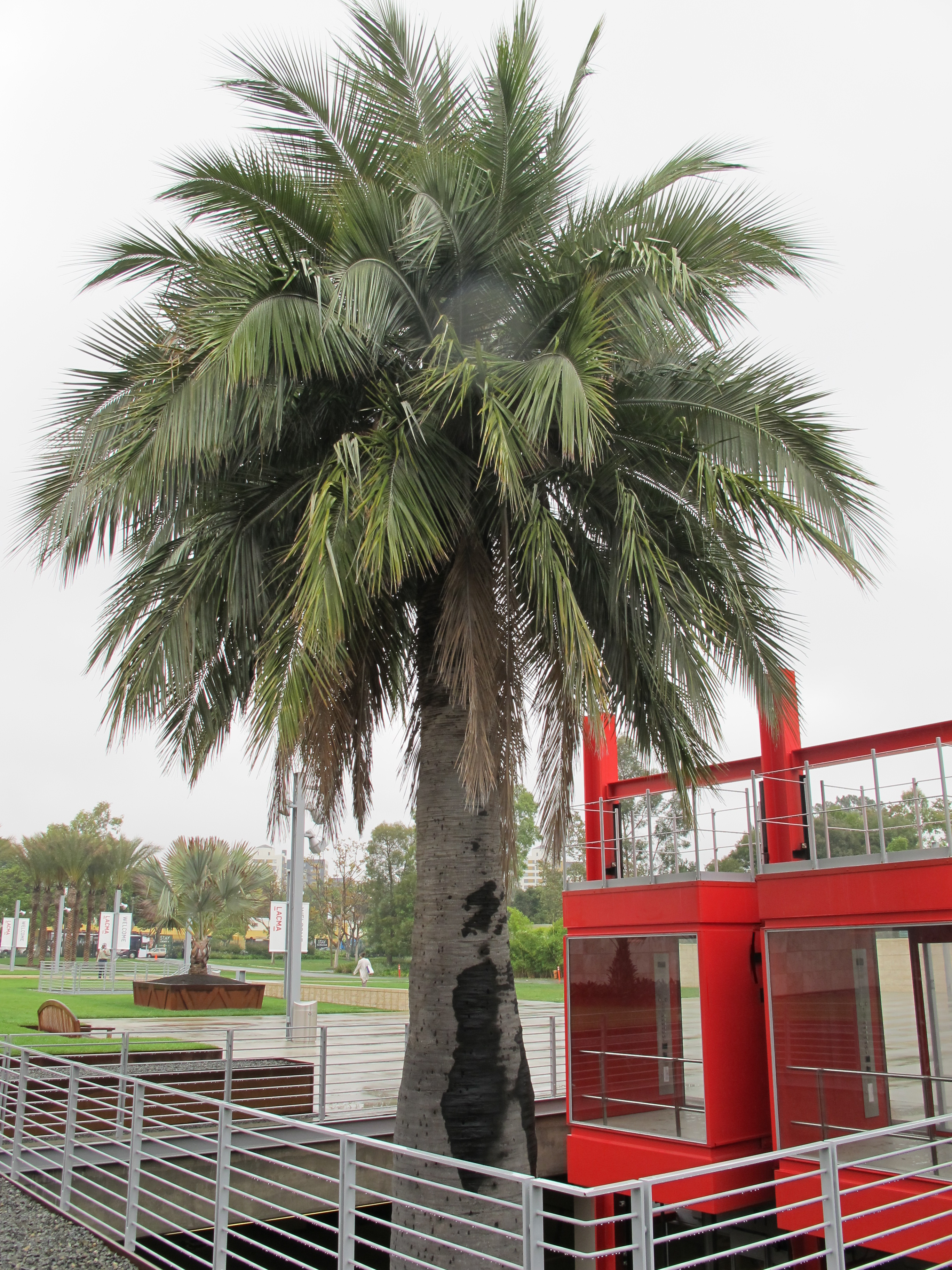
Jubaea centenaire intégré dans l'architecture du bâtiment du musée d'art du comté de Los Angeles aux États-Unis (début XXIe siècle)

La Californie bénéficiant en partie d'un climat de type méditerranéen, Jubaea chilensis est donc logiquement présent parmi les collections végétales des grands jardins botaniques californiens comme le jardin botanique de Huntington de San Marino, l'arboretum de Fullerton (en) de Los Angeles, le Ruth Bancroft Garden de Walnut Creek, le jardin botanique de Stow House (en) à Goleta, le Golden Gate Park ou l'arboretum de Lotusland (en) à Santa Barbara, ancienne propriété de l'horticulteur britannique Ralph Kinton Stevens. Il semble que le premier spécimen ait été introduit en 1877 sur le campus de l'Université de Californie à Berkeley, où il prospère toujours. Un des précurseurs de l'horticulture sur la Côte Ouest des États-Unis, Charles Shinn, a cultivé à partir de 1878 Jubaea chilensis à Fremont dans sa pépinière, devenue depuis le Shinn Historical Park and Arboretum. Un autre pionnier de l'acclimatation, John Sexton, propose dans ses catalogues des graines de palmiers chiliens dès 1877 à Santa Barbara.

« (...) The earliest catalogue of John Rock (né Johan Fels) in San José is 1873. Shinn was a horticultural writer of note in Northern California, and maintained a large trial garden. As he sometimes sold plants, he is sometimes listed as a nurseryman. George C. Roeding, who owned the Fancher Creek Nursery in Fresno, around 1884 went into partnership with John Rock and Richard D. Fox, both of San José, to form the California Nursery Company (en), moving the San José operations to Niles where land was cheaper and water was available from the creek in Niles Canyon. This nursery lasted until the 1980s when it was sold for housing developments. The original adobe office and a few plants around it were retained, however. Roeding offered Jubaea chilensis in Fresno in 1886. John Sievers offered it in San Francisco the same year, and Kinton Stevens offered it in Santa Barbara in 1891(...) »

— Scott Zona, botaniste américain responsable du Jardin botanique tropical Fairchild de Miami et coéditeur de la revue Palms (International Palm Society).

#### Australie
L'Australie a également tenté avec succès d'acclimater sur son sol le cocotier du Chili dès le XIXe siècle. En 1868, le baron Ferdinand von Müller, alors directeur des jardins botaniques royaux de Melbourne, y plante les premières graines,. Le Duc d'Édimbourg introduit ce palmier à Cororooke House près de Colac en 1867, lors de son voyage en Australie. Des sujets anciens, plantés en 1869, prospèrent aux jardins botaniques de Geelong (en). Le Duc et la duchesse d'York et de Cornouailles plantent un palmier du Chili au jardin botanique d'Adélaïde (en) pour commémorer leur visite en ce lieu en 1901. Le Waite Arboretum d'Adélaïde acclimate également un beau sujet planté en 1928. Les jardins botaniques royaux de Sydney cultivent aussi Jubaea chilensis parmi leurs collections végétales.
Certaines régions d'Afrique du Sud comptent quelques cocotiers du Chili qui se sont bien acclimatés et qui poussent aux côtés d'un palmier sud africain rarissime (entre 20 et 50 sujets adultes) et endémique de cette région (Mtentu river et Msikaba River), Jubaeopsis caffra, palmier dont les caractéristiques sont proches de celles de son cousin chilien.

## Jubaea chilensisdans les Arts et les Lettres

### Peintres et graveurs

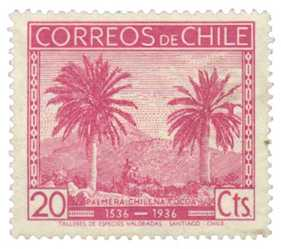
Palmera chilena Ocoa.

Bien que le palmier du Chili ne soit pas un symbole officiel du Chili, artistes et chroniqueurs font souvent référence à Jubaea chilensis dans leurs œuvres. Quelques musées chiliens (musée national des beaux-arts de Santiago, musée national d'histoire naturelle de Santiago) accordent à Jubaea chilensis des salles d'exposition.
Le naturaliste et explorateur français de nationalité chilienne, Claude Gay, évoque en 1854, dans son Historia física y política de Chile (ouvrage publié par le gouvernement chilien entre 1844 et 1871 et qui lui vaut en France la Légion d'honneur), la présence du palmier qui n'est pas seulement utilisé pour son miel par les populations du centre du pays. Les palmes servent aussi à la confection de huttes ou de cabanes sommaires comme l'indique l'illustration Una chingana, gravure mettant en scène des créoles en train de danser devant une buvette construite à partir de palmes des cocotiers chiliens, eux-mêmes représentés en fond de paysage.

Les gravures de Claude Gay
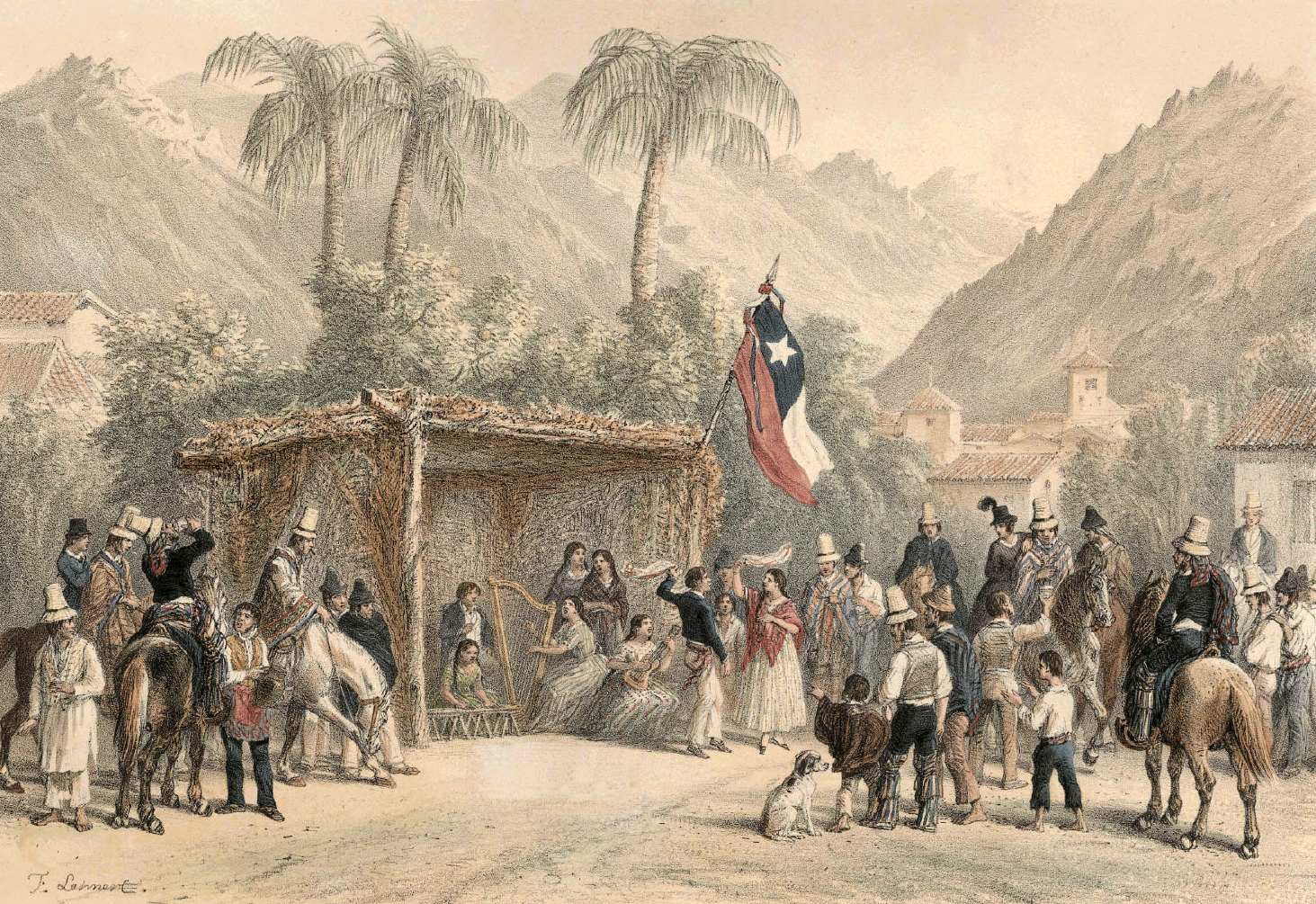
Claude Gay, Una Chingana, 1854.
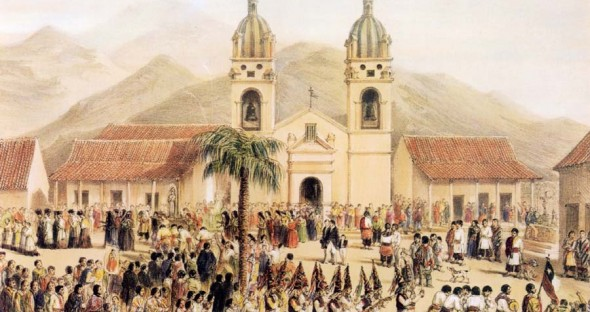
Claude Gay, Andacollo (26 diciembre 1836).
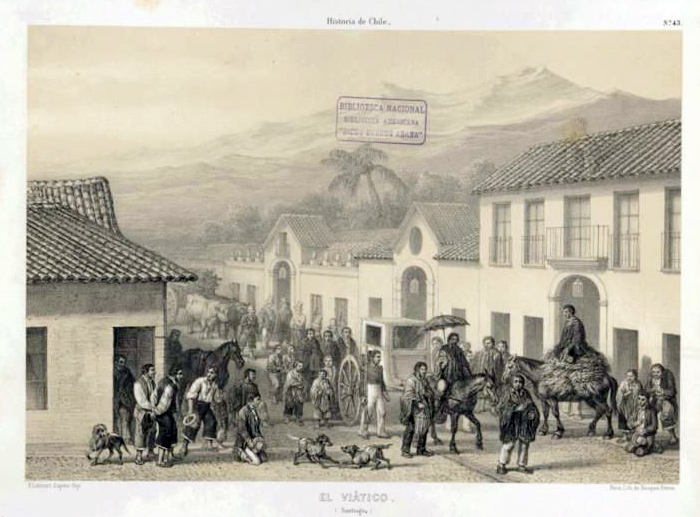
Claude Gay, El Viático.

L'artiste chilien Onofre Jarpa (1849 † 1940), peintre de paysages et grand admirateur du palmier chilien, représente souvent les spécimens emblématiques qu'il observe dans la zone centrale du pays, dans ses huiles sur toiles naturalistes, Palmas de Cocalàn, Las Palmas de Ocoa ou Paysaje de los palmares de Cocalàn. Ces œuvres appartiennent au mouvement pictural chilien initié par Antonio Smith (es), courant dans lequel s'inscrit la tradition paysagère naturaliste et la peinture à l'air libre. Onofre Jarpa assiste durant sa vie à toutes les évolutions de l'histoire de la peinture au Chili, l'impressionnisme, le fauvisme, le cubisme, le surréalisme mais il s'en tient à un style très personnel, toujours lié à la tradition.

Quelques exemples de peintures d'Onofre Jarpa
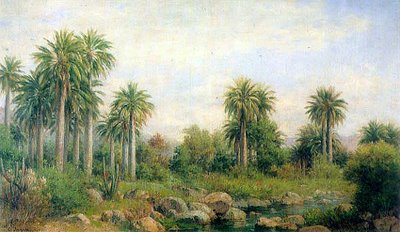
Onofre Jarpa, Palmas de Cocalàn.
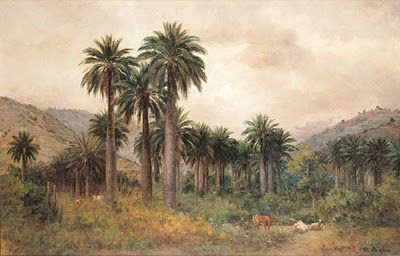
Onofre Jarpa, Gran vista del valle con palmas chilenas.
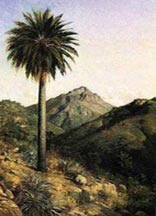
Onofre Jarpa, Palmera chilena.
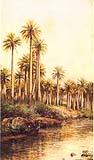
O. Jarpa, Paisajes de palmeras[Note 13].
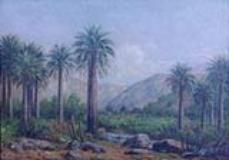
Onofre Jarpa, Palmera de Ocoa, Musée national des beaux-arts, Santiago, Chili.

Les compositions d'autres artistes chiliens, comme Juan Francisco González, un des premiers maîtres chiliens de peinture moderne influencé par l'impressionnisme ou Ramón Subercaseaux Vicuña (es), diplomate et peintre de paysages, ont parfois pour sujet les palmiers à miel du Chili. Le peintre allemand Theodor Ohlsen (1855 † 1913), établi durant quelques années à partir de 1883 et jusqu'en 1894 à Valparaíso, représente également dans ses œuvres à de nombreuses reprises les palmeraies chiliennes, notamment dans l'album « Durch Süd-Amerika ». Ses compositions sont même exposées en 1884 lors de l'exposition nationale chilienne.

Les autres artistes chiliens
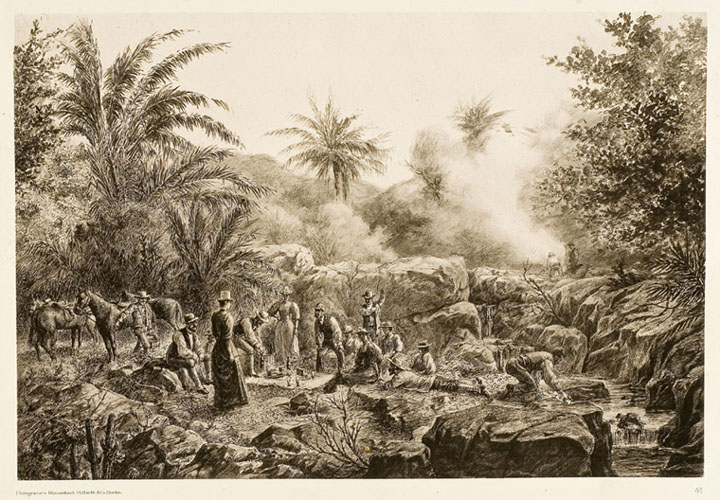
Theodor Ohlsen, Album Durch Süd-Amerika, illustration no 41, Pic-nic en una quebrada de palmas[101].
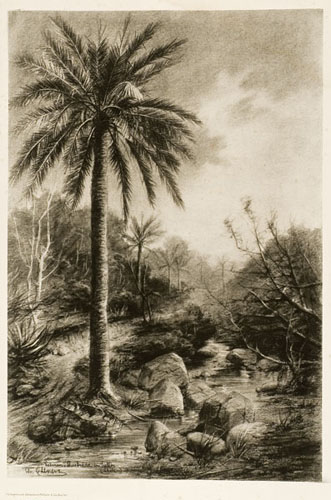
Theodor Ohlsen, Album Durch Süd-Amerika, illustration no 35, Quebradas de palmas en el Salto (Chile).
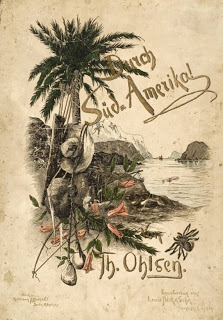
Couverture de l'album de Theodor Ohlsen « Durch Süd-Amerika. »
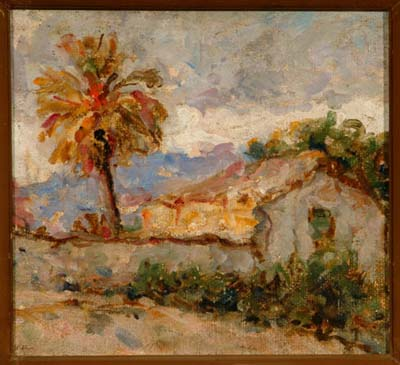
Juan Francisco González, Casa con palmera[102].
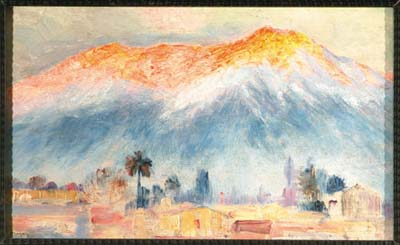
Juan Francisco González, Montaña Dorada[103].
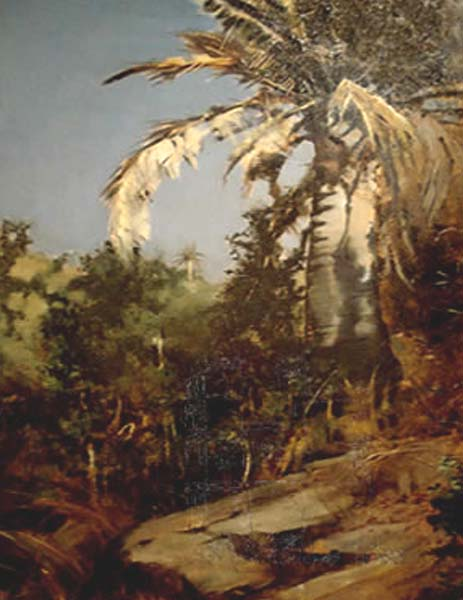
Ramón Subercaseaux Vicuña, La palmera.

### Chroniqueurs et cartographes

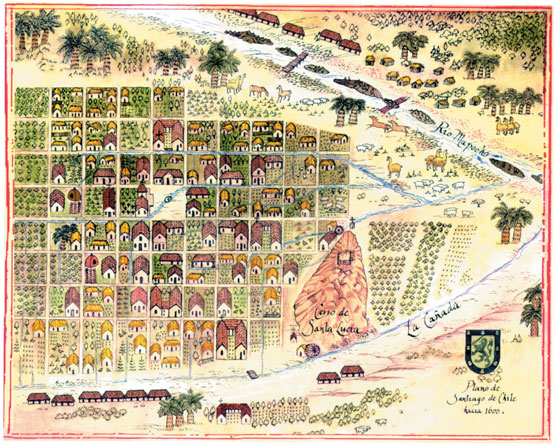
Santiago du Chili en 1600.

À Santiago du Chili, le quartier de Quinta Normal abrite le musée national d'histoire naturelle ou plusieurs salles réservent au cocotier du Chili des vitrines d'exposition. Les visiteurs peuvent découvrir les objets artisanaux et de culture populaire local utilisés pour l'exploitation du miel de palmier, notamment des « sacoches en peau de chèvre » utilisées pour le transport de la sève de palmier. On y fait aussi référence aux écrits coloniaux et aux premiers textes du XVIIe siècle décrivant le palmier. On y apprend que le chroniqueur Jésuite madrilène Diego de Rosales, engagé en 1655 dans la lutte contre le soulèvement des indiens Mapuches, évoque dans son Historia General del Reino de Chile, Flandes Indiano la présence du palmier dans l'ancienne cité de Santiago et les divers emplois qu'il peut en être fait par les populations locales :

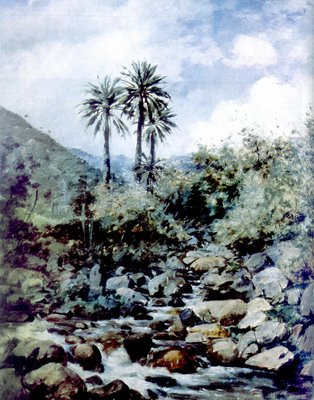
Onofre Jarpa, Las Palmas de Ocoa.

« Des palmiers il y en a dans la comarque de la ville de Santiago, ils sont très différents de ceux d'Espagne, car ils ne donnent pas de dattes sinon des noix de coco de la taille d'une noix, mais plus grosses et plus dures, et la nourriture à l'intérieur, blanche et dure, une chose délicieuse. À partir des noix de coco sèches (on presse) on obtient une huile et de très bon goût. Utilisez en un peu pour manger pour avoir de l'huile d'olive le nécessaire, mais il est très médicinal pour atténuer la douleur des hémorroïdes, comme l'a remarqué le docteur Andrés de Laguna. Ces noix de coco sont bonnes pour les confits, et en coque c'est un passe-temps des jeunes gens, qui jouent à la balle avec, à cause de la dureté de sa coque, et à d'autres jeux. Ces palmiers ont des rameaux/branches (rachis) et des feuilles (folioles) comme ceux/celles des palmiers-dattiers, ils fructifient à la vue de son consort et aussi sans lui...
Le prêtre Jésuite créole Alonso de Ovalle, engagé dans l'évangélisation des indigènes aux côtés des conquistadores et considéré comme le premier historien chilien, livre une esquisse flatteuse du palmier chilien en 1646. Cette description, plus proche du récit poétique que de la définition scientifique, est complétée par la première carte géographique et historique du Chili où le chroniqueur fait état de quelques lieux approximatifs d'implantation du palmier à miel.

La présence ancienne du palmier à miel d'après la cartographie chilienne
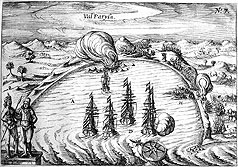
Valparaíso en 1621[Note 14].
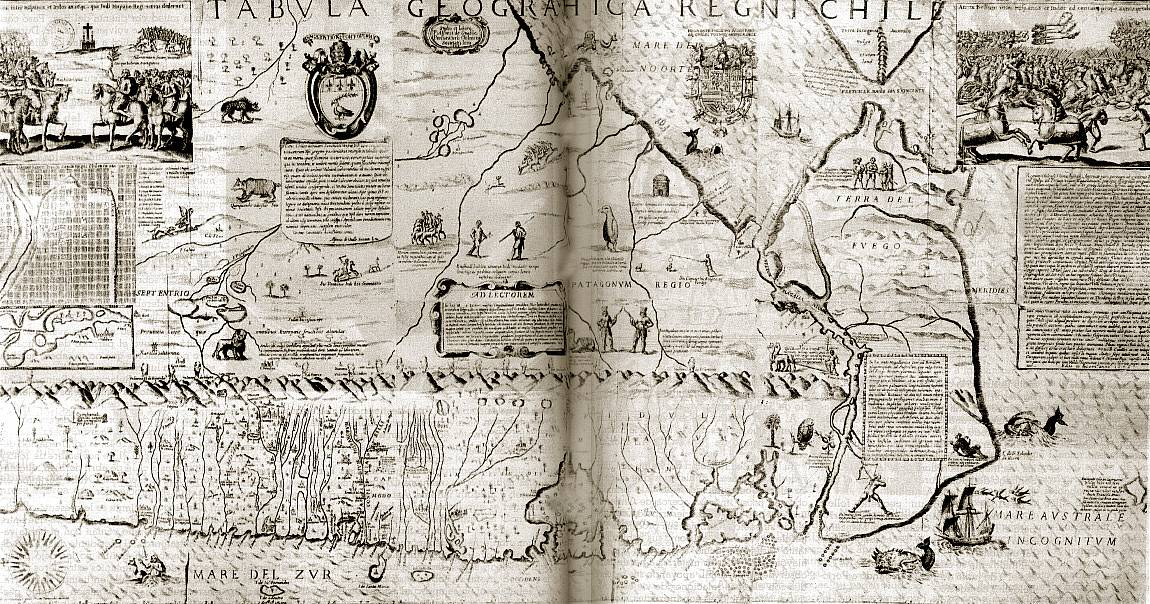
Carte du Chili, 1646[105].
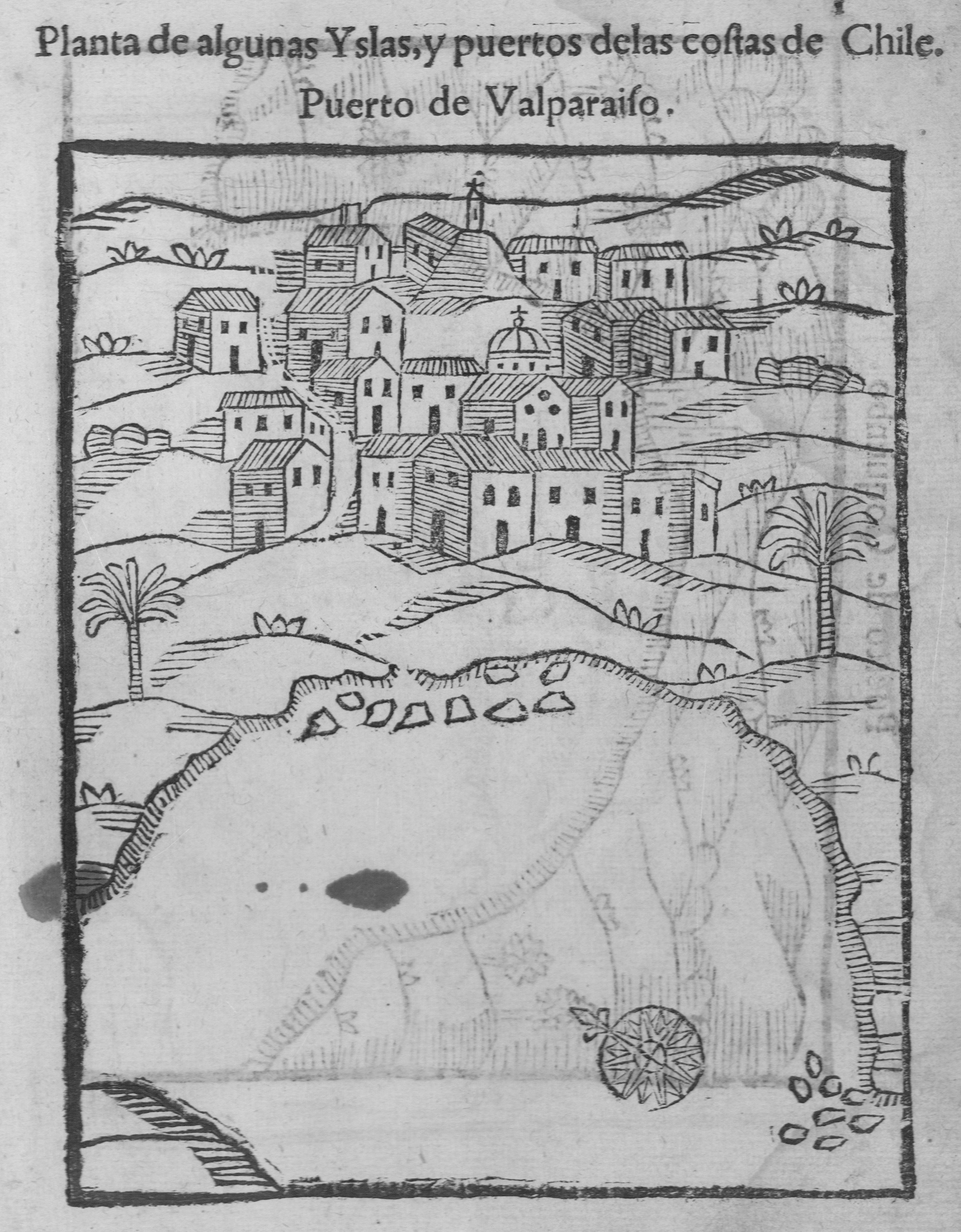
Baie de Valparaíso, 1646[105].

### Écrivains et poètes
Des poètes chiliens, tels Gabriela Mistral, prix Nobel de littérature en 1945 ou Luis Ossa Gajardo célèbrent le palmier à miel dans certains sonnets aux sujets lyriques qui expriment leur amour du pays natal et des paysages andins,,,.